# Aigua a Mart

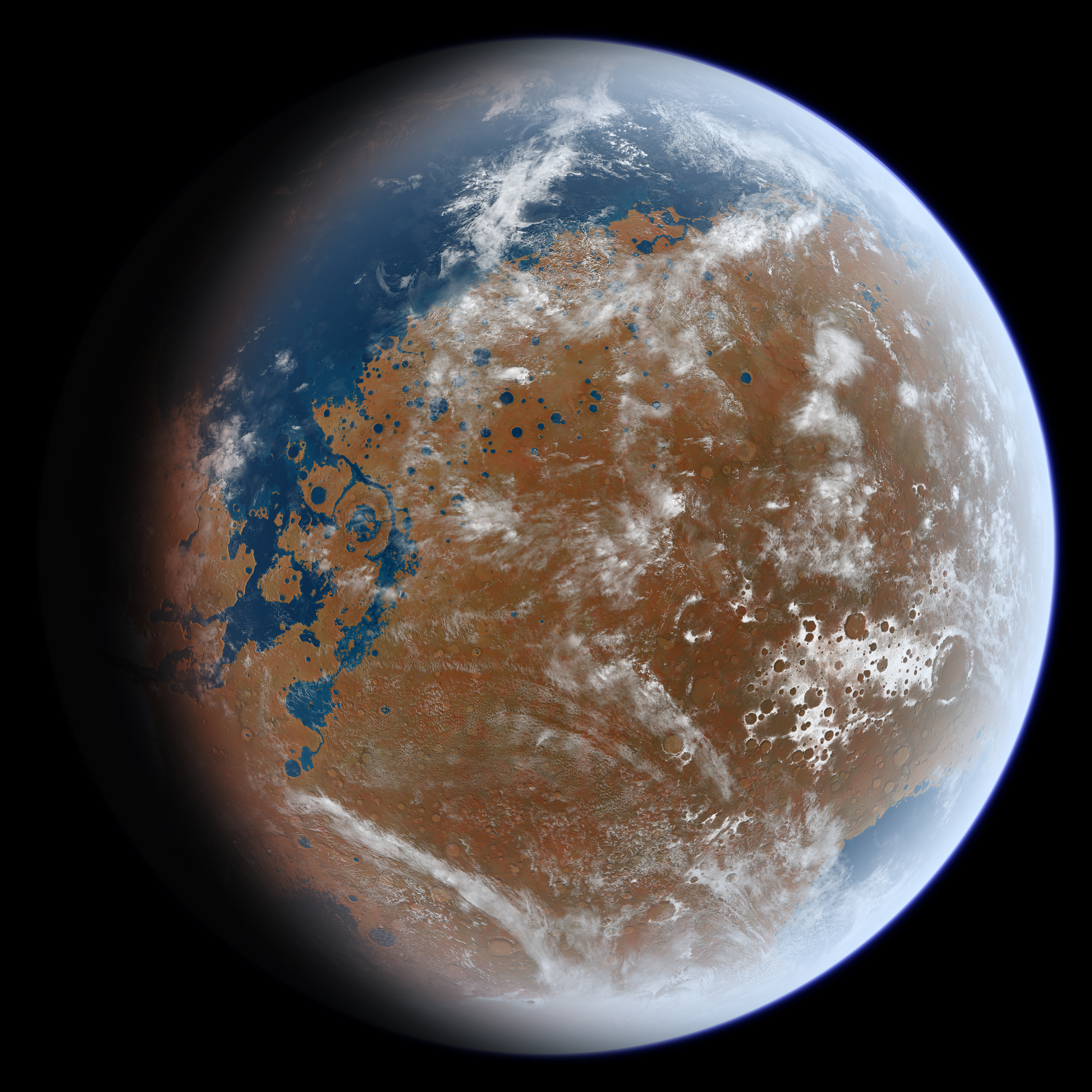
Impressió artística d'una hipotètica superfície marciana, basada en dades geològiques.

La presència d'aigua a Mart és un aspecte de l'estudi de la superfície marciana. La geografia del planeta sembla indicar forts efectes que haurien estat produïts per l'aigua en temps passats, en condicions ambientals molt diferents de les actuals. Avui l'atmosfera de Mart s'estima que té un 0,01 per cent d'aigua en forma de vapor i se sap que hi ha també aigua glaçada al sòl. La pressió atmosfèrica marciana és molt inferior a la de la Terra, i la temperatura també, aquestes condicions ambientals fan que el cicle de l'aigua a Mart sigui diferent que al nostre planeta, ja que aquesta passa directament d'estat sòlid a gasós i viceversa sense passar pel líquid.

## Primeres sospites

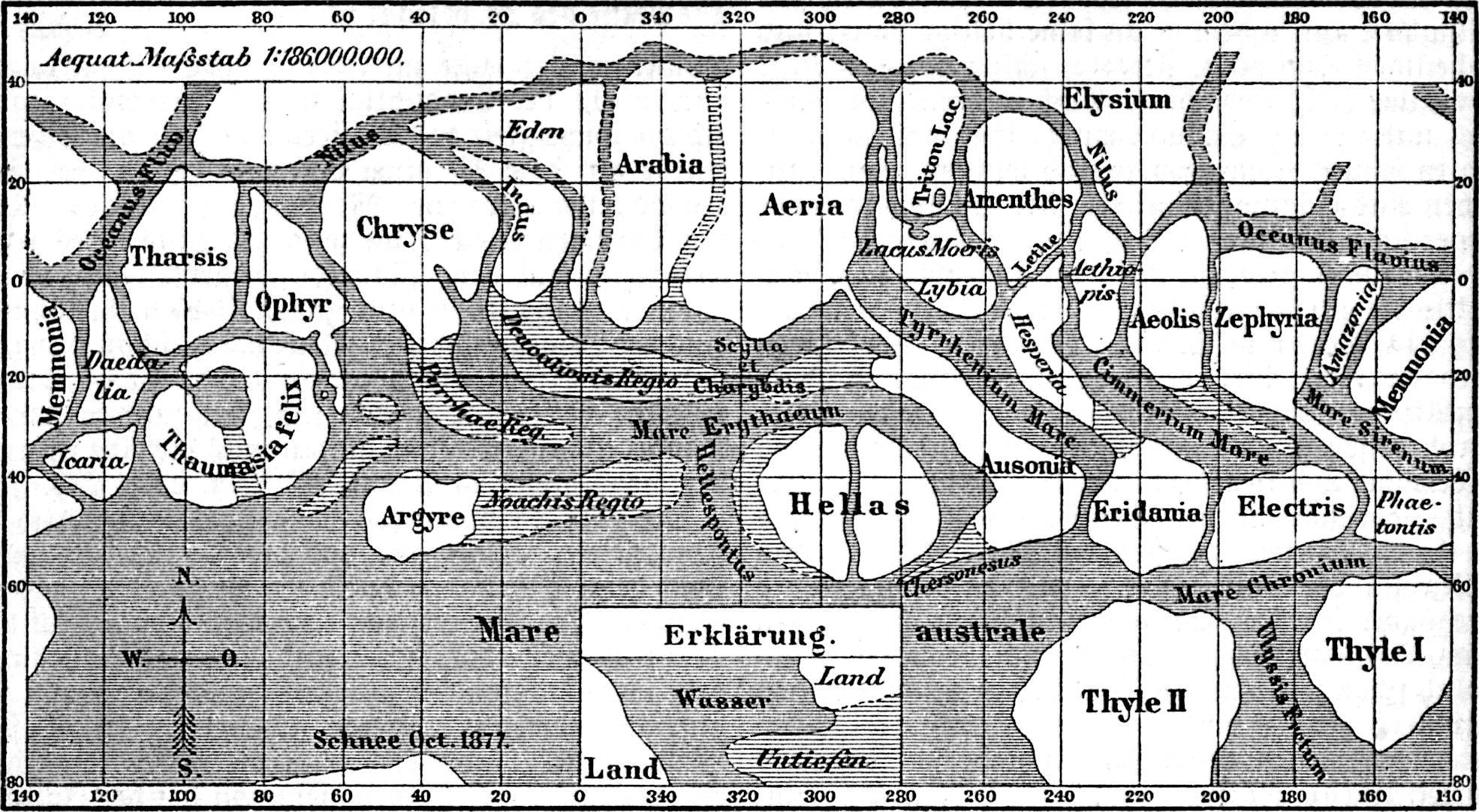
Mapa històric de Mart, obra de Giovanni Schiaparelli.

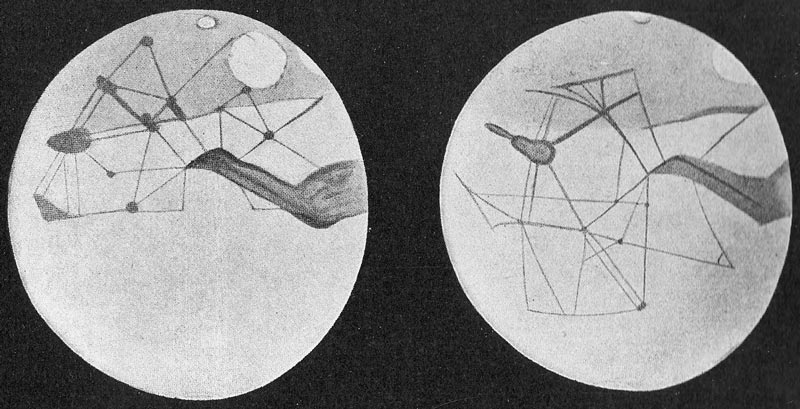
Canals de Mart il·lustrats per l'astrònom Percival Lowell (1898).

La noció d'aigua a Mart va precedir l'era espacial en centenars d'anys. Els primers observadors, utilitzant telescopis òptics, van presumir correctament que els casquets i els núvols polars de color blanc eren indicadors de la presència d'aigua. Aquestes observacions, juntament amb el fet que Mart té un dia de 24 hores, va portar l'astrònom William Herschel a declarar en 1784 que Mart probablement oferiria als seus hipotètics habitants «una situació en molts aspectes similar a la nostra».
A principis de xx, la majoria d'astrònoms reconeixien que Mart era molt més fred i sec que la Terra. La presència d'oceans ja no s'acceptava, de manera que el paradigma va canviar a una imatge de Mart com un planeta «moribund» amb només una escassa quantitat d'aigua. Les àrees fosques, que es podia veure com canviaven estacionalment, van ser considerades llavors com extensions de vegetació. La persona que va popularitzar aquesta visió de Mart va ser Percival Lowell (1855-1916), qui va imaginar una raça de marcians construint una xarxa de canals per portar aigua des dels pols als habitants establerts en l'equador del planeta. Tot i generar un gran entusiasme públic, les idees de Lowell van ser rebutjades per la majoria d'astrònoms. El consens científic establert per llavors és probablement millor resumit per l'astrònom anglès Edward Maunder (1851-1928), qui va comparar el clima de Mart amb «les condicions sobre un pic de sis mil metres d'altura en una illa de l'Àrtida, on solament es podria esperar que sobrevisquessin els líquens».
Mentrestant, molts astrònoms estaven refinant l'eina de l'espectroscòpia planetària amb l'esperança de determinar la composició de l'atmosfera de Mart. Entre 1925 i 1943, Walter Adams i Theodore Dunham de l'Observatori de Mount Wilson van intentar identificar l'oxigen i el vapor d'aigua en l'atmosfera marciana, amb resultats generalment negatius. L'únic component de l'atmosfera marciana conegut amb certesa va ser el diòxid de carboni (CO₂) identificat mitjançant espectroscòpia per Gerard Kuiper en 1947. El vapor d'aigua no va ser detectat inequívocament a Mart fins 1963.

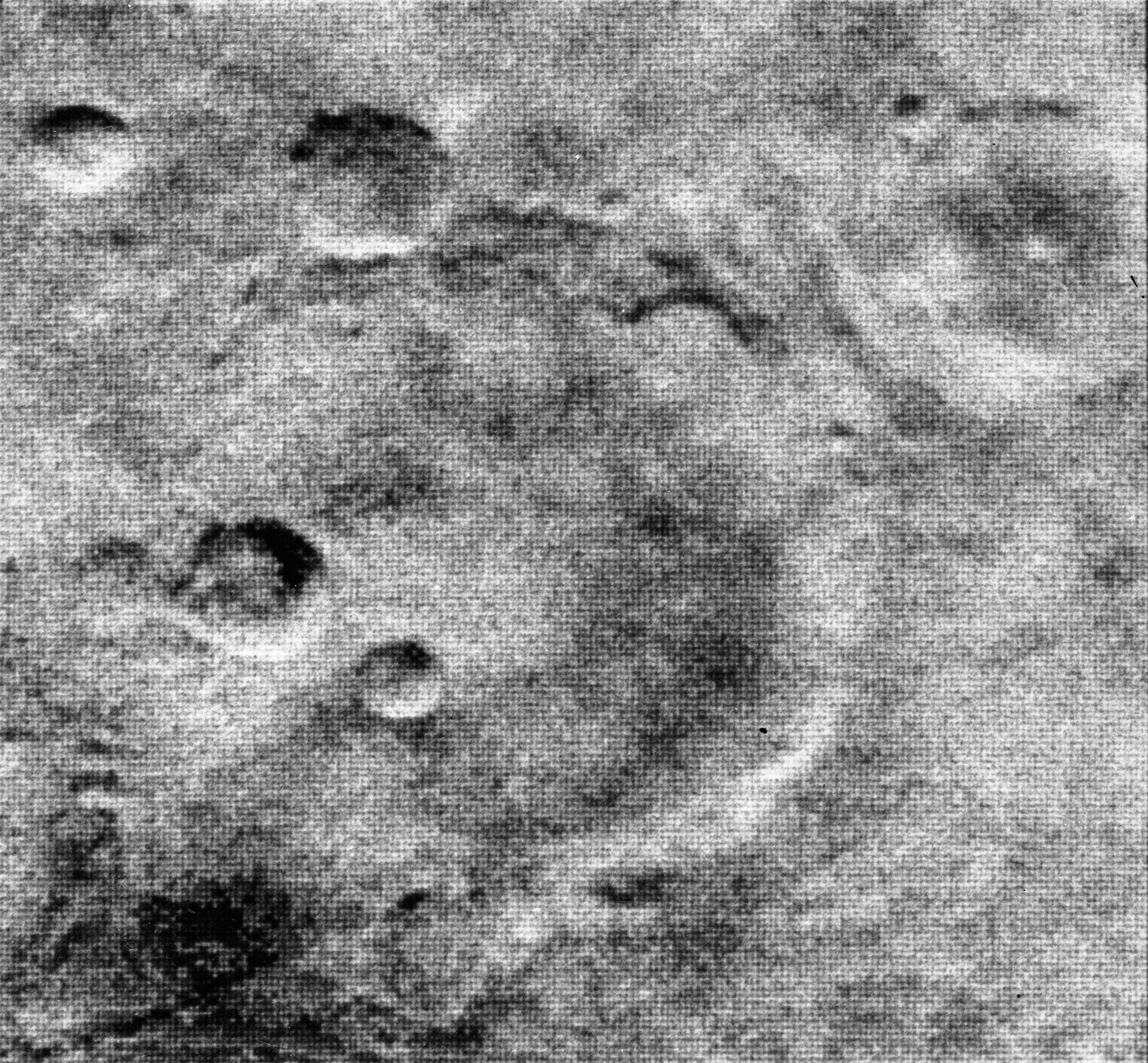
Imatge presa pel Mariner 4, mostra un planeta estèril (1965).

La composició dels casquets polars de Mart, s'havia presumit que estaven formats per gel d'aigua des dels temps de Cassini (1666). No obstant això, aquesta idea va ser qüestionada per alguns científics del segle xix, que van pensar en el gel de CO₂ a causa de la baixa temperatura total del planeta i a l'apreciable manca evident d'aigua. Aquesta hipòtesi va ser confirmada teòricament per Robert Leighton i Bruce Murray el 1966. Actualment se sap que els casquets hivernals en ambdós pols es componen principalment de gel de CO₂, però que roman una capa permanent (o perenne) de gel d'aigua durant l'estiu en el pol Nord. En el pol Sud, un petit casquet de gel de CO₂ roman durant l'estiu, però aquesta capa també està coberta pel gel d'aigua.
La peça final del trencaclosques del clima marcià va ser proporcionada pel Mariner 4 el 1965. Les granulades imatges de televisió enviades per la nau espacial van mostrar una superfície dominada per cràters d'impacte, la qual cosa implicava que la superfície era molt antiga i no havia experimentat el nivell d'erosió i activitat tectònica present a la Terra. Poca erosió significava que l'aigua líquida no havia exercit probablement un paper gran en la geomorfologia del planeta durant milers de milions d'anys. A més, les variacions en els senyals de ràdio de la nau espacial a mesura que passava darrere del planeta permetien calcular la densitat de l'atmosfera. Els resultats van mostrar una pressió atmosfèrica inferior a l'1 per cent de la terra a nivell de la mar, que excloïa de forma efectiva l'existència d'aigua líquida, que ràpidament bulliria o es congelaria a pressions tan baixes. Aquestes dades van generar una visió de Mart com un món molt semblant a la Lluna, però amb una tènue atmosfera capaç de moure el pols al voltant del planeta. Aquesta visió de Mart duraria gairebé una altra dècada, fins que el Mariner 9 va mostrar un Mart molt més dinàmic, amb indicis que l'ambient del passat del planeta va ser menys inclement que l'actual.
El 24 de gener de 2014, la NASA va informar que els vehicles exploradors Curiosity i Opportunity estaven buscant proves d'antiga vida a Mart, com ara indicis d'una biosfera basada en la presència de microorganismes de nutrició autòtrofa, quimiótrofa o litòtrofa, així com l'antiga presència aigua, o planes lacustres (plantes relacionades amb rius antics o llacs).
Durant molts anys es va pensar que les restes observades de les inundacions podrien haver estat causades per l'alliberament d'una acumulació d'aigua global, però una investigació publicada el 2015 va revelar dipòsits regionals de sediments i de gel formats 450 milions d'anys abans de convertir-se en fluxos d'aigua. Així, «la deposició de sediments dels rius i la fosa de glaceres van omplir canons gegants al fons de l'antic oceà primordial que havia ocupat les terres baixes de nord del planeta», i «l'aigua preservada en aquests sediments dels canons és la que va ser alliberada més tard i va causar grans inundacions, els efectes de les quals poden ser vistos avui».

## Primers indicis
Fins trobar gel, quan les petites pales mecàniques de les sondes espacials excavaven a la superfície polsegosa de Mart, les vores d'aquesta excavació haurien d'haver-se enfonsat, com quan es fa un solc a la sorra. No obstant això, les vores de les incisions practicades en la superfície marciana no s'enfonsaven, com si el terra estigués humit. Això feia suposar que entre les partícules de terra hi havia potser aigua congelada, un fenomen que, d'altra banda, és comú en les regions frígides de la Terra, on des de les grans glaciacions del Quaternari, el sòl està profundament gelat (permafrost).
Al maig de 2002 la nau Mars Odyssey va detectar hidrogen superficial. Això va fer pensar en la possibilitat que aquest hidrogen es pogués combinar amb grups hidroxil per formar aigua gelada. El gel formaria una capa d'entre 30 i 60 cm de profunditat de la superfície i comprendria des dels casquets polars fins als 60° de latitud.

## Primera detecció d'aigua al sòl
El gener del 2004 la sonda europea Mars Express va detectar aigua en el pol sud del planeta. L'observació de línies espectrals de vapor d'aigua es va fer al final de l'estiu, quan el «gel sec» se sublima i deixa un casquet residual d'aigua.
El 31 de juliol de 2008, la NASA va fer públic que el dia anterior, 30 de juliol de 2008, el vehicle explorador Phoenix havia realitzat proves de laboratori que havien confirmat l'existència d'aigua al planeta Mart. Segons William Boynton, investigador de la Universitat d'Arizona que participa en el projecte, «aquesta és la primera vegada que es comprova de manera concreta i segura la presència d'aigua al planeta. Ja s'havien trobat proves d'aigua congelada en observacions fetes per la nau Mars Odyssey i en altres que es van diluir, observades per Phoenix el mes passat. Però aquesta és la primera vegada que s'ha tocat i tastat l'aigua de Mart». Aquell dimecres, 30 de juliol, el braç robòtic de Phoenix va dipositar una mostra que l'instrumental va identificar com a vapor d'aigua. La mostra, en forma d'una capa dura de material congelat, va ser extreta d'una perforació de prop de cinc centímetres al sòl marcià i exposada durant dos dies a l'ambient de Mart, fins que l'aigua que contenia va començar a evaporar-se, cosa que segons el comunicat va facilitar-ne l'observació.

## Presència actual de gel d'aigua
Una quantitat significativa d'hidrogen de superfície ha estat observada globalment per l'espectròmetre de raigs gamma i l'espectròmetre de neutrons del Mars Odyssey. Es pensa que aquest hidrogen s'incorpora a l'estructura molecular del gel. Mitjançant càlculs estequiomètrics a partir dels fluxos observats, s'han deduït les concentracions de gel d'aigua en el metre superior de la superfície marciana. Aquest procés ha revelat que el gel és abundant i molt estès a la superfície actual. Per sota dels 60° de latitud, el gel es concentra en diverses zones regionals, particularment al voltant dels volcans de l'Elysium Planitia, de Terra Sabaea i al nord-oest de Terra Sirenum, i existeix en concentracions de fins al 18 per cent de gel al subsòl. Per sobre dels 60° de latitud, el gel és molt abundant. Al voltant dels pols per sobre dels 70° de latitud, les concentracions de gel superen el 25 per cent gairebé a tot arreu, i s'aproximen al 100 per cent en els pols. Posteriorment, els instruments de sondeig per radar SHARAD i MARSIS van poder confirmar si elements individuals de la superfície són rics en gel. A causa de la inestabilitat coneguda del gel en les condicions superficials actuals de Mart, es pensa que gairebé tot aquest gel ha d'estar cobert per una capa de materials granulars o en forma de pols.
Les observacions de l'espectròmetre de neutrons del Mars Odyssey indiquen que, si tot el gel que hi ha en el metre superior de la superfície marciana es distribuís uniformement, donaria una capa d'aigua equivalent d'almenys uns 14 cm; és a dir, la superfície marciana té una mitjana d'aproximadament un 14 per cent d'aigua. El gel d'aigua actualment bloquejat en ambdós pols marcians correspon a una capa d'aigua equivalent de 30 m, i les proves geomòrfiques suggereixen quantitats significativament majors d'aigua de superfície al llarg de la història geològica, amb gruixos equivalents de fins a 500 m. Una part d'aquesta aigua del passat hauria pogut anar a parar al subsòl profund, i una altra part a l'espai, tot i que el balanç de massa detallat d'aquests processos segueix sent mal entès. L'actual dipòsit atmosfèric d'aigua és important com un conducte que permet la migració gradual del gel d'una part de la superfície a una altra, tant a escala estacionals com a terminis més llargs. De tota manera, és insignificant en volum, amb un gruix equivalent de no més de 10 micròmetres.

### Zones de gel
El 28 de juliol de 2005, l'Agència Espacial Europea va anunciar l'existència d'un cràter parcialment ple d'aigua congelada; i algunes fonts van interpretar el descobriment com un «llac de gel». Les imatges del cràter preses per la càmera estereoscòpica d'alta resolució en òrbita a bord de la nau Mars Express de l'Agència Espacial Europea (ESA) mostren clarament una àmplia capa de gel en el fons d'un cràter sense nom, situat a Vastitas Borealis, aproximadament en les coordenades 70,5° nord i 103° est. El cràter té 35 km de diàmetre i prop de 2 km de profunditat. La diferència d'altura entre la base del cràter i la superfície del gel d'aigua és d'uns 200m. Els científics de l'ESA han atribuït la major part d'aquesta diferència d'alçada a les dunes de sorra sota el gel d'aigua, que són parcialment visibles. Mentre que els científics no es refereixen a aquesta superfície com un «llac», la zona de gel d'aigua és notable per la seva grandària i per estar present durant tot l'any. S'han trobat dipòsits de gel d'aigua i capes de gebre en molts llocs diferents de la planeta.
A mesura que la superfície de Mart ha estat inspeccionada per la generació moderna d'orbitadors, s'ha fet gradualment més evident que probablement hi ha moltes més zones de gel disperses a través de la superfície marciana. Molts d'aquests supòsits pegats de gel es concentren a les latituds mitjanes marcianes (≈30-60° N/S de l'equador). Per exemple, molts científics creuen que els elements observats en aquestes bandes de latitud que es descriuen de manera diversa com «mantell dependent de la latitud» o «terreny coherent» consisteixen en pegats de gel coberts de pols o de deixalles que es degraden lentament. Una coberta de materials detrítics serveix per explicar les superfícies opaques observades en les imatges que no reflecteixen la llum com el gel, i també per permetre que aquests pegats de gel es mantinguin durant un llarg període sense sublimar-se per complet. Aquests pegats s'han suggerit com a possibles fonts d'aigua per a explicar alguns dels enigmàtics elements de flux canalitzats similars a barrancs que també s'han localitzat en aquestes latituds.
El 22 de novembre de 2016, la NASA va informar el descobriment d'una gran quantitat de gel subterrani al planeta Mart. El volum d'aigua detectada és equivalent a el volum d'aigua en el Llac Superior.

### Mar congelat equatorial
A l'Elysium Planitia meridional s'han descobert trets superficials consistents amb el gel a la deriva. El que sembla que són plaques, varien en grandària de 30 m a 30 km, i es troben en els canals que condueixen a una zona inundada d'aproximadament la mateixa profunditat i ample que el mar del Nord. Aquestes plaques mostren signes de ruptura i rotació que clarament les distingeixen de les plaques de lava d'altres parts de la superfície de Mart. Es creu que la font de la inundació és una fugida geològica propera a Cerberus Fossae que va llançar aigua en el seu moment, així com la lava d'uns 2 a 10 milions d'anys. Es va suggerir que l'aigua sortia de Cerberus Fossae i després s'agrupava i es congelava en les planes de baix nivell, i que aquests llacs encara poden existir sota la superfície, però no tots els científics estan d'acord amb aquestes conclusions.

### Casquets de gel polar

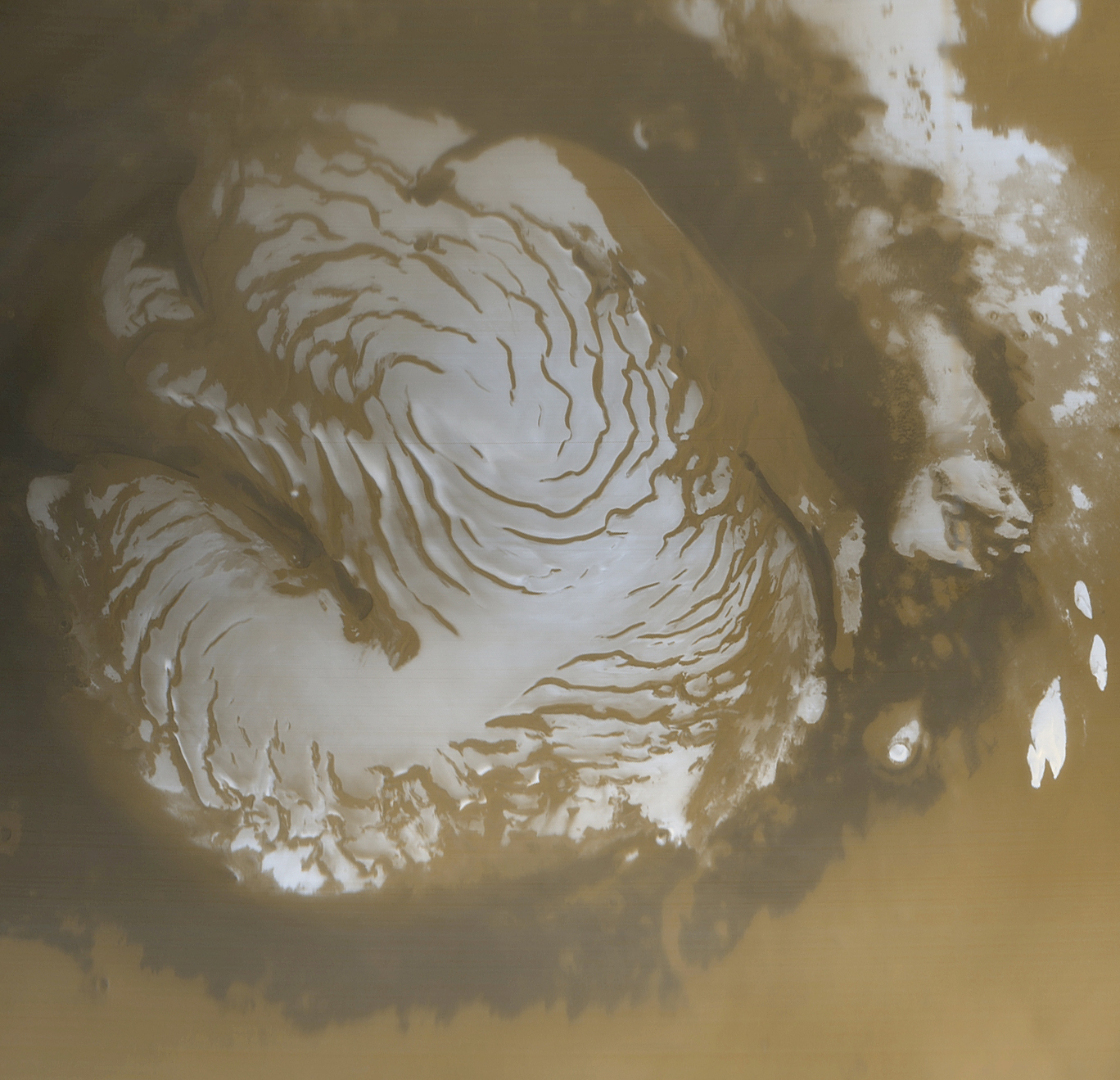
Imatge del casquet polar marcià nord presa pel Mars Global Surveyor durant l'estiu boreal.

Es creu que tant el casquet polar nord (Planum Boreum) com el casquet polar sud (Planum Australe) creixen en gruix durant l'hivern i es sublimen parcialment durant l'estiu. El 2004, el radar de la sonda MARSIS del satèl·lit Mars Express va apuntar al casquet polar sud i va poder confirmar que el gel s'hi estén fins a una profunditat de 3,7 km. El mateix any, l'instrument OMEGA del Mars Reconnaissance Orbiter va revelar que el casquet es divideix en tres parts diferents, amb continguts variables d'aigua congelada depenent de la latitud. La primera part és la zona brillant del casquet polar vista a les imatges, centrada en el pol, formada per una barreja de 85 per cent de gel de CO₂ i 15 per cent de gel d'aigua. La segona part comprèn vessants costeruts coneguts com escarpes, que, formats gairebé enterament de gel d'aigua, s'uneixen i descendeixen des del casquet polar cap a les planes circumdants. La tercera part abasta el permafrost que s'estén fins a desenes de quilòmetres de distància de les escarpes, i que no formen part del casquet fins que s'analitza la composició de la superfície. Els científics de la NASA calculen que el volum de gel d'aigua del casquet polar del sud, si es fongués, seria suficient per cobrir tota la superfície planetària amb una profunditat d'11 metres. Les observacions sobre els dos pols i més àmpliament sobre el planeta suggereixen que la fusió de tot el gel superficial produiria una capa global d'aigua equivalent a 35 m de profunditat.

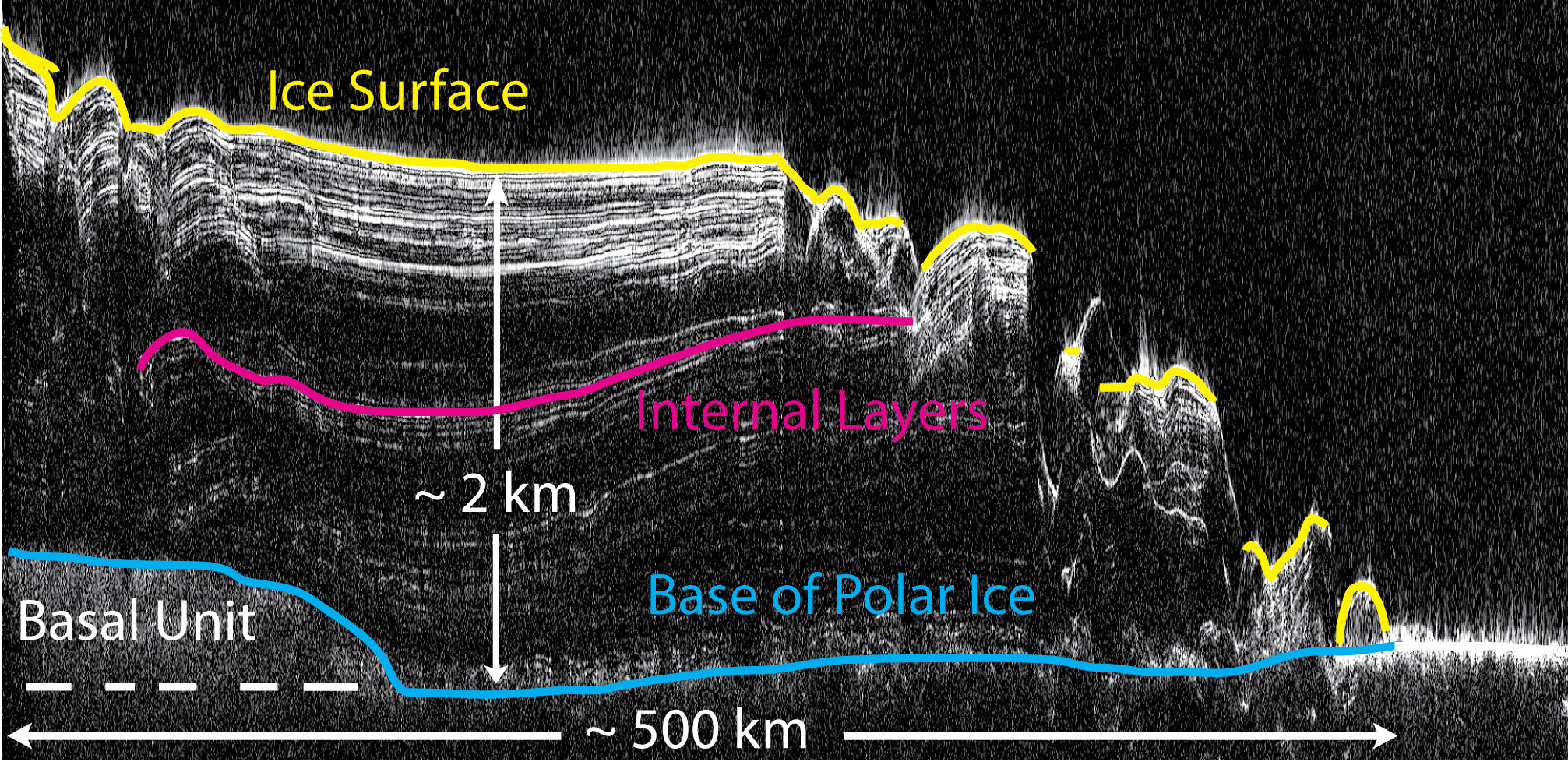
Tall transversal d'una porció de la capa de gel polar nord de Mart, deduïda per sondeixos de radar per satèl·lit.

Al juliol de 2008, la NASA va anunciar que la sonda Phoenix havia confirmat la presència de gel d'aigua en el seu lloc d'aterratge prop del casquet polar nord (a 68.2° de latitud). Aquesta va ser la primera observació directa de gel des de la superfície. Dos anys més tard, el radar de profunditat a bord del Mars Reconnaissance Orbiter va prendre mesures de la capa de gel polar de nord i va determinar que el volum total de gel d'aigua en el casquet és de 821.000 km³. Això equival a l'30 per cent de la capa de gel de Groenlàndia a la Terra, o prou per cobrir la superfície de Mart amb una profunditat de 5,6 m. Les dues cobertes polars revelen abundants capes internes fines quan s'examinen en imatges de HiRISE de Mars Global Surveyor. Molts investigadors han intentat utilitzar aquesta estratificació per poder comprendre l'estructura, la història i les propietats de flux dels casquets polars marcians.
El llac Vostok a l'Antàrtida podria ser una bona referència per pensar en la possible existència d'aigua líquida a Mart, perquè si l'aigua fos present abans de formar-se les capes polars al planeta vermell, és possible que encara hi hagi aigua líquida sota les capes de gel.

### Gel en el terreny
Durant molts anys, diversos científics han suggerit que algunes superfícies marcianes semblen regions periglacials de la Terra. Per analogia amb aquestes característiques terrestres, s'ha argumentat durant molts anys que aquestes poden ser regions de permafrost. Això suggeriria que l'aigua congelada es troba just sota la superfície. Una característica comuna a les latituds més altes, el sòl poligonal, es pot presentar en diverses formes, incloses ratlles i polígons. A la Terra, aquestes formes són causades per la congelació i el desgel del sòl. Hi ha altres tipus d'evidències de grans quantitats d'aigua congelada sota la superfície de Mart, com ara suavització del terreny, que arrodoneix característiques topogràfiques nítides. L'evidència de l'espectròmetre de raigs gamma de la Mars Odyssey i les mesures directes amb el mòdul d'aterratge Phoenix han corroborat que moltes d'aquestes característiques estan íntimament associades amb la presència de gel en el terreny.

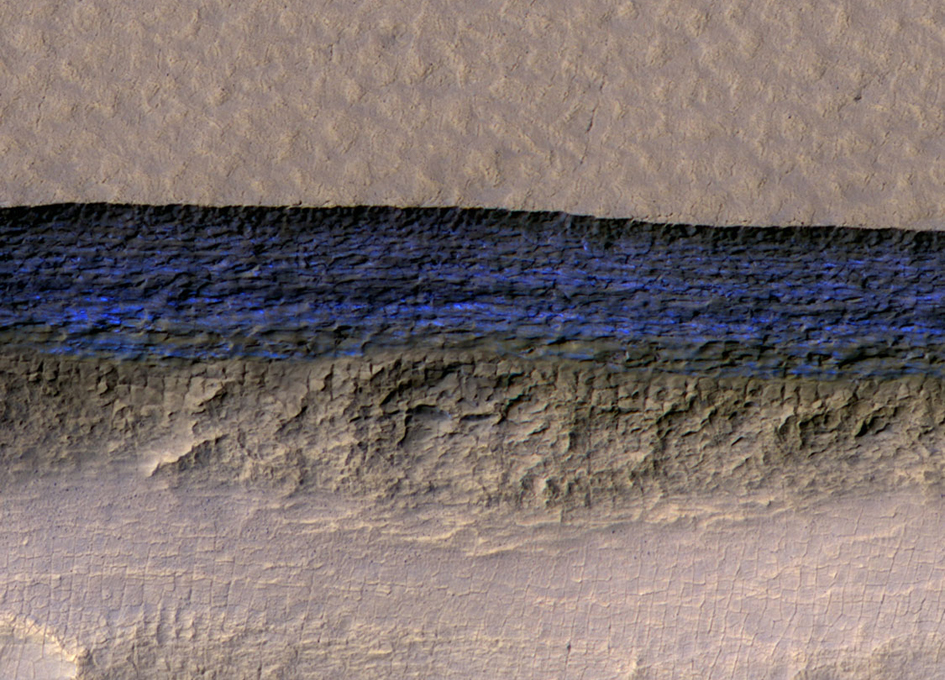
Una secció transversal de gel d'aigua subterrània s'exposa al pendent pronunciat que sembla un blau brillant en aquesta vista de color millorat des de l'MRO. L'escenari té uns 500 metres d'amplada. L'escarpa cau uns 128 metres des del terreny pla. Les plaques de gel s'estenen des de sota la superfície fins a una profunditat de 100 metres o més.

El 2017, utilitzant la càmera HiRISE a bord del Mars Reconnaissance Orbiter (MRO), els investigadors van trobar almenys vuit pendents erosionats que mostraven capes de gel d'aigua exposades de fins a 100 metres de gruix, cobertes per una capa aproximadament d'1 o 2 metres de gruix del sòl de Mart. Els llocs es troben a latituds d'uns 55 a 58 graus, cosa que suggereix que hi ha gel subterrani poc profund sota aproximadament un terç de la superfície marciana. Aquesta imatge confirma el que es va detectar anteriorment amb l'espectròmetre del 2001 Mars Odyssey, els radars de penetració terrestre de l'MRO i del Mars Express, i per l'excavació in situ del mòdul d'aterratge Phoenix. Aquestes capes de gel contenen pistes fàcilment accessibles sobre la història climàtica de Mart i fan que l'aigua congelada sigui accessible als futurs exploradors robòtics o humans. Alguns investigadors van suggerir que aquests dipòsits podrien ser les restes de glaceres que van existir fa milions d'anys quan l'eix de rotació i l'òrbita del planeta eren diferents. (Vegeu la secció Edats de gel de Mart a continuació.) Un estudi més detallat publicat el 2019 va descobrir que el gel d'aigua existeix a latituds al nord dels 35 °N i al sud dels 45 °S, amb algunes taques de gel a només uns quants centímetres de la superfície cobertes per pols. L'extracció de gel d'aigua en aquestes condicions faria que no es requerís equipament complex.

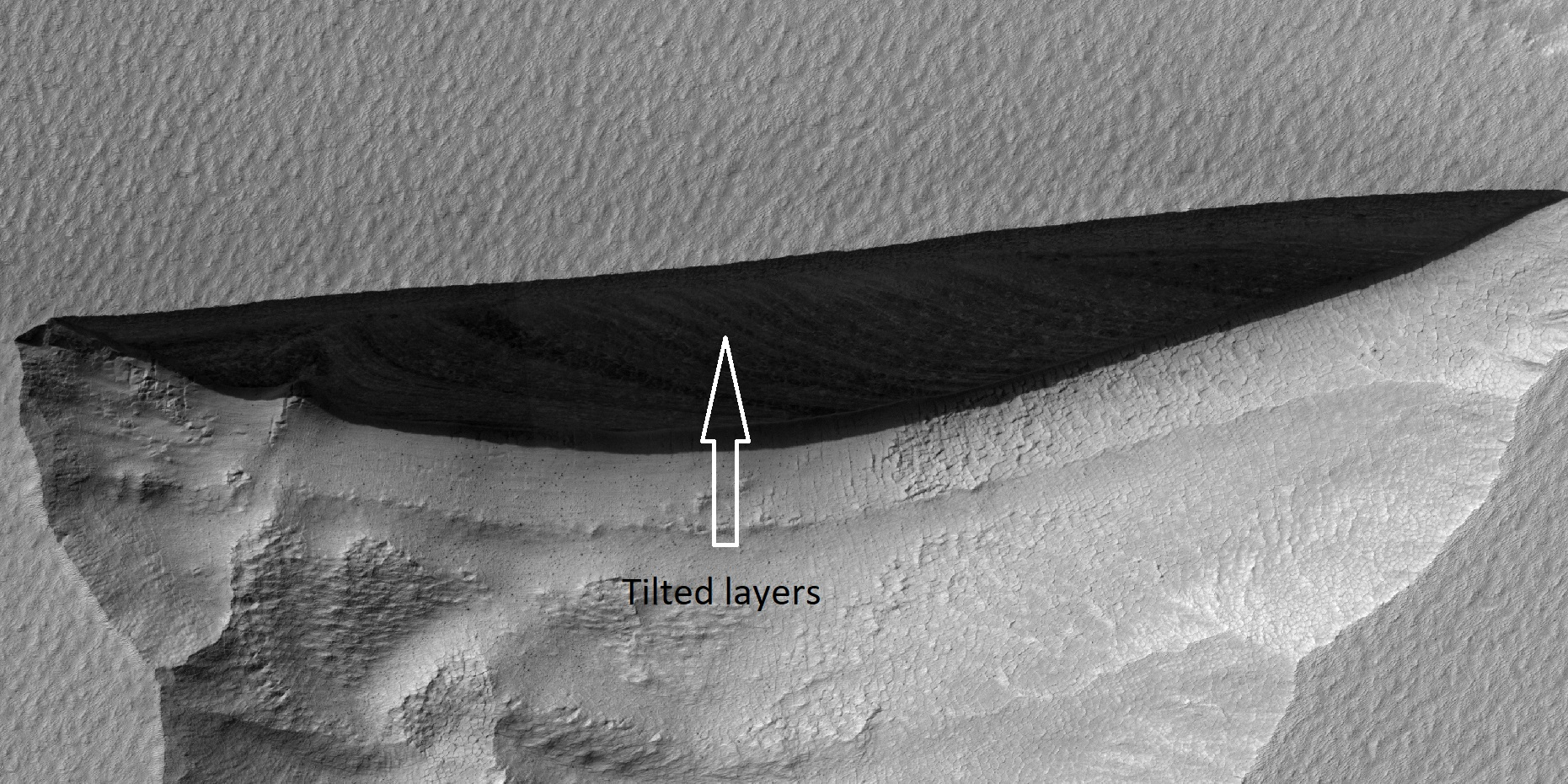
Vista propera de la paret de depressió triangular, tal com es veu per les capes HiRISE són visibles a la paret. Aquestes capes contenen gel. Les capes inferiors estan inclinades, mentre que les capes properes a la superfície són més o menys horitzontals. Aquesta disposició de capes s'anomena "disconformitat angular".
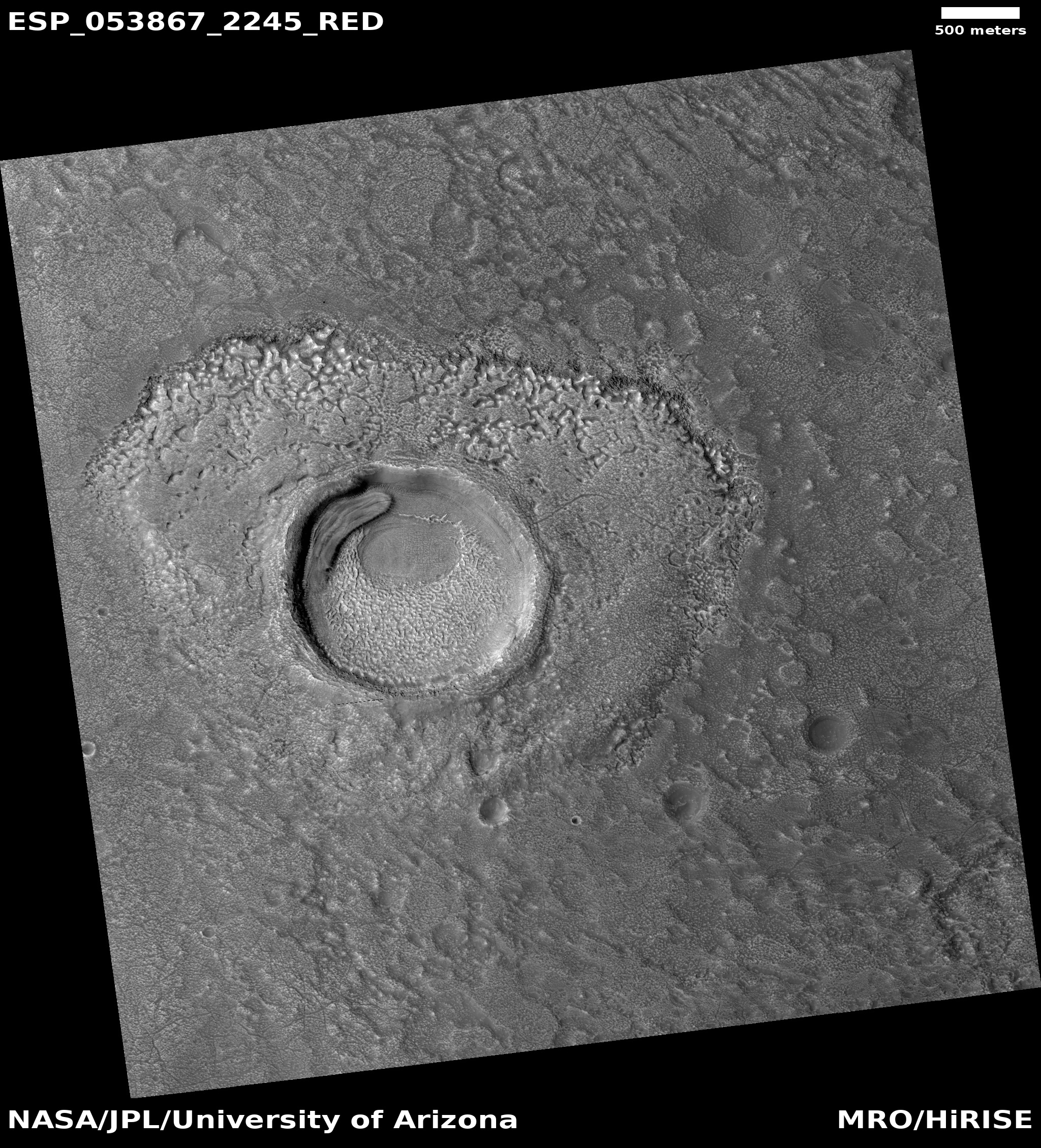
Cràter d'impacte que es podria haver format en un sòl ric en gel, tal com va veure HiRISE sota el programa HiWish. La ubicació és el quadràngle Ismenius Lacus.
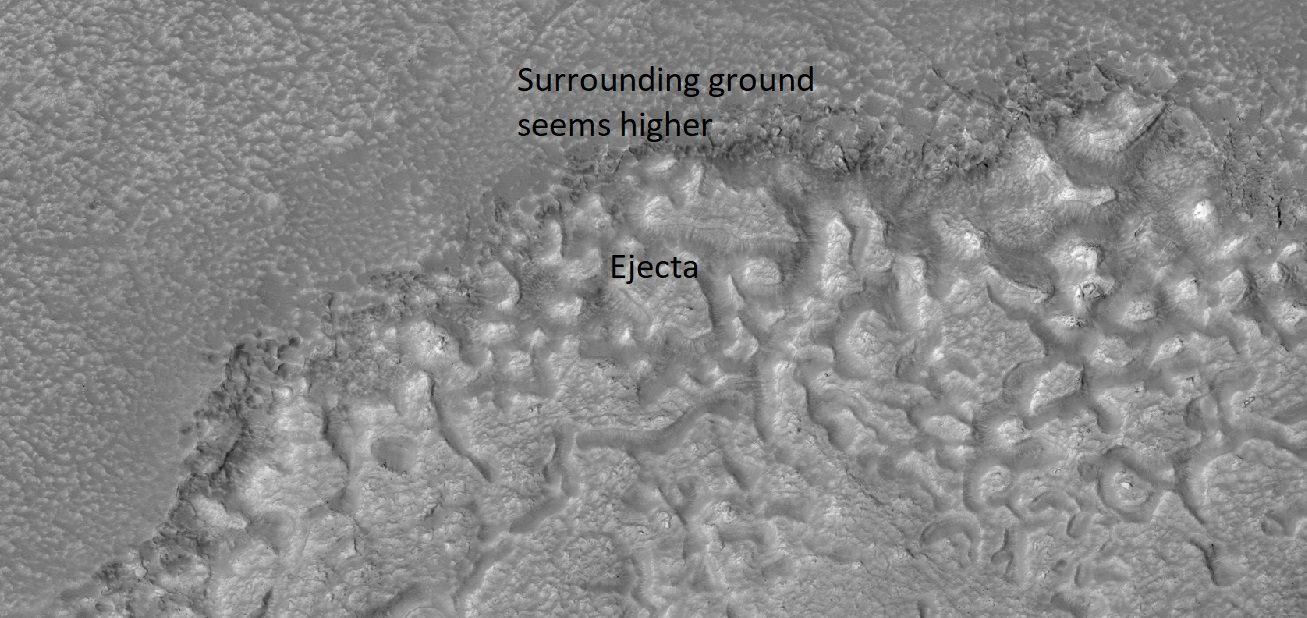
Vista propera del cràter d'impacte que es podria haver format en un sòl ric en gel, tal com ha vist HiRISE sota el programa HiWish. Tingueu en compte que l'expulsió sembla més baixa que l'entorn. L'expulsió calenta pot haver fet que una part del gel desaparegués; rebaixant així el nivell de l'expulsió.
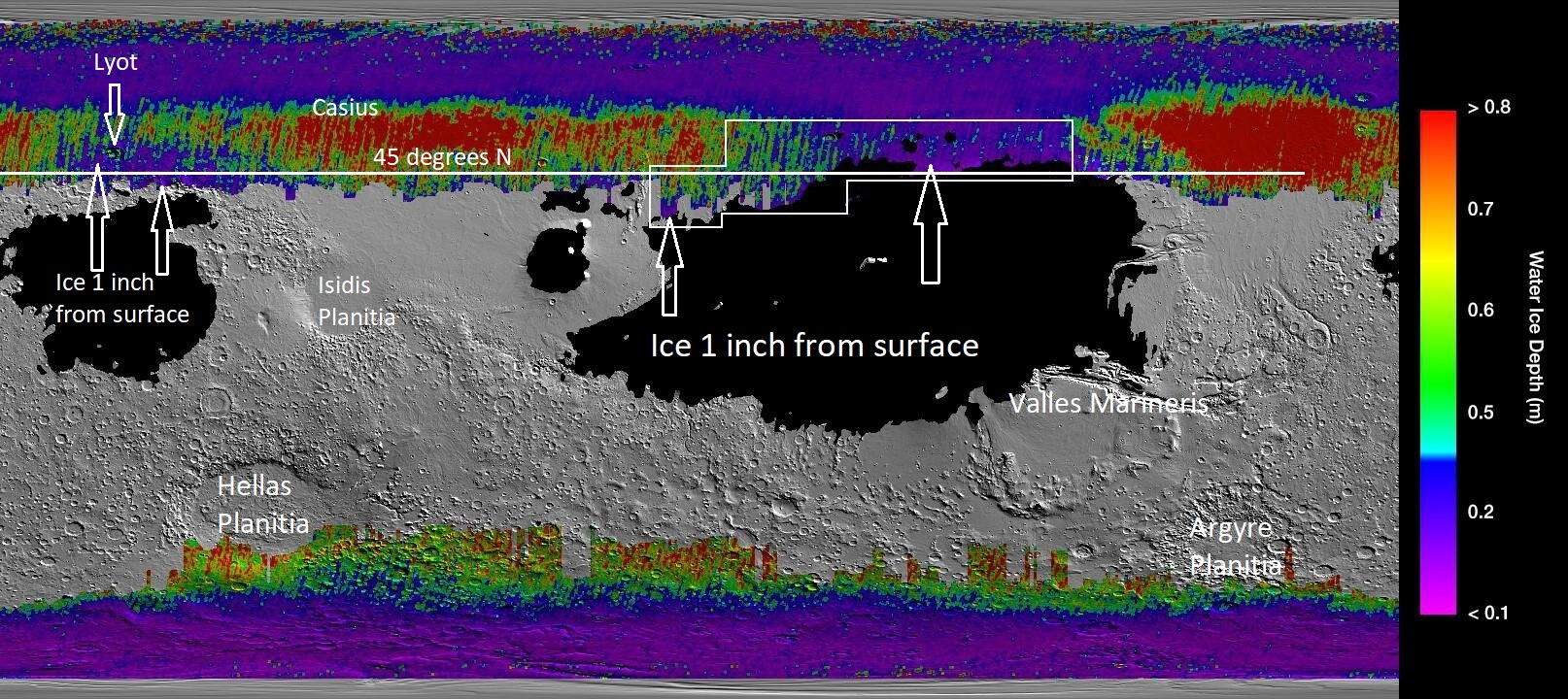
Mapa del gel proper a la superfície

#### Topografia festonada

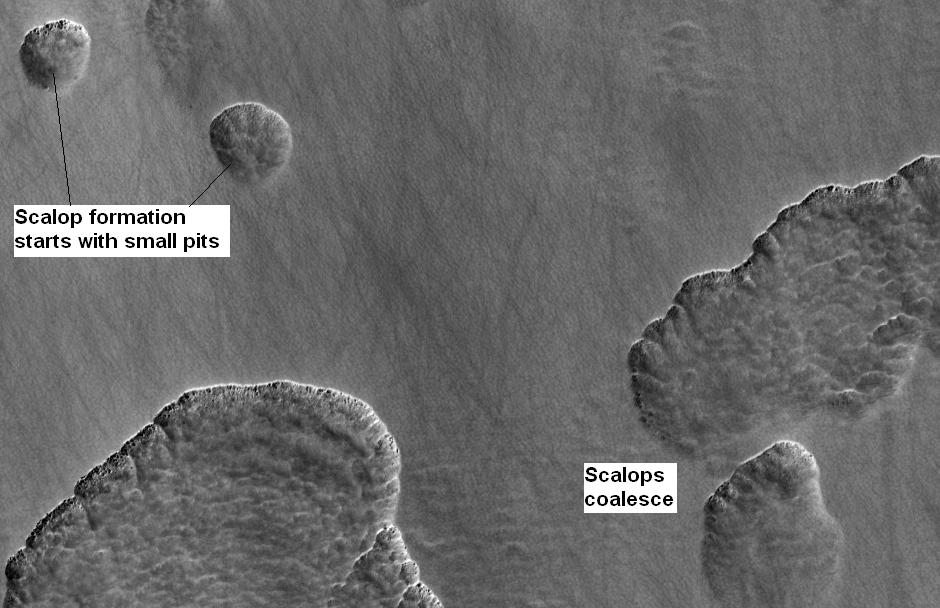
Etapes en la formació de festons en el quadràngle Hellas

Algunes regions de Mart mostren depressions en forma de festons. Se sospita que les depressions són les restes d'un dipòsit de mantell ric en gel en degradació. Els festons són causats per la sublimació del gel del terreny congelat. Les formes del relleu de la topografia festonada es poden formar per la pèrdua subterrània de gel d'aigua per sublimació en les condicions climàtiques actuals de Mart. Un model prediu formes similars quan el sòl té grans quantitats de gel pur, de fins a moltes desenes de metres de profunditat. Aquest material del mantell probablement es va dipositar de l'atmosfera com gel format sobre la pols en suspensió quan el clima era diferent a causa dels canvis en la inclinació de l'eix de Mart (vegeu "Edats de gel", a continuació). Els festons solen tenir desenes de metres de profunditat i d'uns quants centenars a uns quants milers de metres de diàmetre. Poden ser gairebé circulars o allargats. Alguns semblen haver coalescionat causant la formació d'extensos terrenys plens de depressions. El procés de formació d'aquests terrenys pot començar amb la sublimació d'una esquerda. Sovint es localitzen zones amb esquerdes poligonals on es formen festons, i la presència de topografia festonada sembla ser un indici que el terreny està congelat.
El 22 de novembre de 2016, la NASA va informar que havia trobat una gran quantitat de gel subterrani a la regió d'Utopia Planitia de Mart. S'ha estimat que el volum d'aigua detectat és equivalent al volum d'aigua del llac Superior.
El volum de gel d'aigua a la regió es va basar en mesures de l'instrument de radar de penetració del sòl del Mars Reconnaissance Orbiter, anomenat SHARAD. A partir de les dades obtingudes del SHARAD, es va determinar la "permitivitat dielèctrica", o la constant dielèctrica del terreny. El valor de la constant dielèctrica era consistent amb una gran concentració de gel d'aigua.
Aquestes característiques festonades són superficialment similars a les marques del formatge suís, que es troben al voltant del casquet polar sud marcià. Es creu que aquestes marques del formatge suís es deuen a les cavitats que es formen en una capa superficial de diòxid de carboni sòlid, en lloc de gel d'aigua, tot i que els sòls d'aquests forats probablement siguin rics en H₂O.

### Glaceres

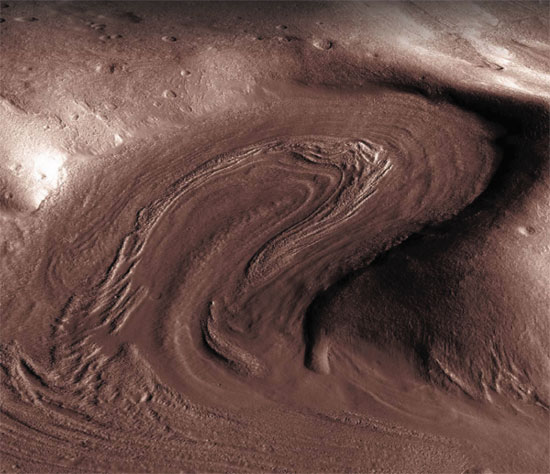
Vista d'un dipòsit de lòbuls glaceres de 5 km d'ample, que s'inclina cap amunt sobre la caixa d'un canó. La superfície presenta morrenes, dipòsits de roques que mostren com va avançar la glacera.

Moltes grans àrees de Mart semblen albergar glaceres, o contenen proves que solien estar-hi presents. Se sospita que gran part de les àrees en altes latituds, especialment el quadrangle d'Ismenius Lacus, encara contenen enormes quantitats de gel d'aigua. L'evidència recent ha portat a molts científics planetaris a creure que el gel d'aigua segueix existint en forma de glaceres a través de gran part de les latituds mitjanes i altes de Mart, protegit de la sublimació per capes fines de roca aïllant i/o pols. El gener de 2009, els científics van publicar els resultats d'un estudi de radar de les glaceres, concretament sobre els anomenats lòbuls de derrubis davanters en una àrea anomenada Deuteronilus Mensae, que va trobar evidència generalitzada de gel situat per sota d'uns metres de runa de roca. Les glaceres s'associen amb el terreny accidentat i amb el relleu de molts volcans. Els investigadors han descrit dipòsits glacials sobre Hecates Tholus, Arsia Mons, Pavonis Mons, i l'Olympus Mons. Les glaceres també han estat reportades sobre una sèrie de grans cràters marcians a les latituds mitjanes i superiors.

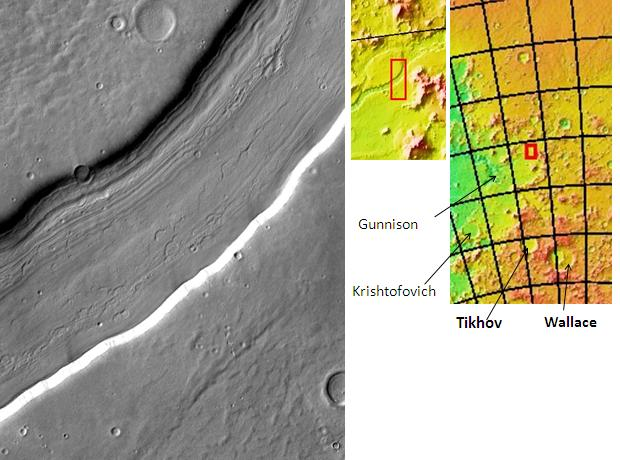
Reull Vallis amb disposi lineals. La ubicació és el quadrangle Hellas

Elements similars a les glaceres a Mart es coneixen de diverses maneres com a fenòmens de flux viscós, trets de flux marcians, lòbuls de derrubis frontals o farcits de valls lineals, depenent de la seva forma característica i de la seva ubicació. Moltes de les petites glaceres, però no totes, semblen estar associades amb barrancs a les parets dels cràters i en el material del mantell. Els dipòsits lineals coneguts com farcits de valls lineals són probablement glaceres cobertes de roca que es troben en els llits dels canals del terreny alterat que apareixen al voltant d'Arabia Terra a l'hemisferi nord. Les seves superfícies tenen materials estriats i ranurats que es desvien al voltant d'obstacles. Els dipòsits de lineals a les lleres poden estar relacionats amb detritus frontals lobulats, que s'ha comprovat que contenen grans quantitats de gel mitjançant observacions de radar en òrbita. Durant molts anys, els investigadors van interpretar que aquests detritus frontals lobulats eren fluxos glacials i es va pensar que el gel podia existir sota una capa aïllant de roques. Amb les noves lectures de l'instrument, s'ha confirmat que els lòbuls de deixalles frontals contenen gel gairebé pur cobert per una capa de roques.

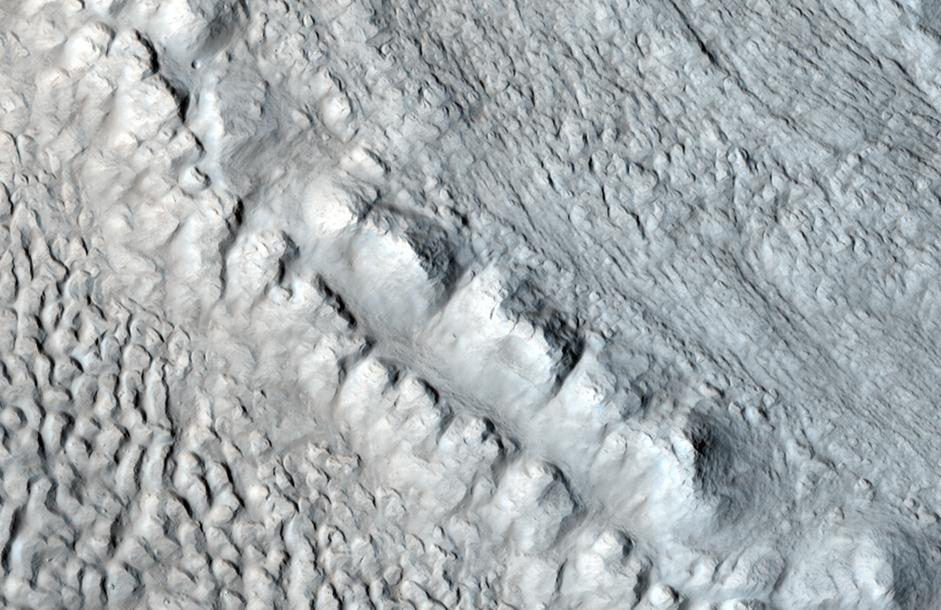
Una cresta interpretada com la morrena terminal d'un glacial alpí. Es troba al quadrangle Ismenius Lacus.

El gel en moviment transporta materials rocosos, que es dipositen quan el gel desapareix. Això succeeix típicament en les vores de la glacera. A la Terra, aquestes característiques serien anomenades morrenes, però a Mart se les coneix típicament com crestes similars a morenes, crestes concèntriques o crestes arquejades. A causa que a Mart el gel tendeix a sublimar-se en lloc de fondre's, i pel fet que les baixes temperatures del planeta tendeixen a fer que les glaceres «s'assentin en fred» (congelats en els seus llits i incapaços de lliscar), les restes d'aquestes glaceres i les crestes que deixen no apareixen exactament igual que a les glaceres normals a la Terra. En particular, les morrenes marcianes tendeixen a ser dipositades sense ser desviades per la topografia subjacent, el que es creu reflecteix el fet que el gel a les glaceres marcianes està normalment congelat (no arriba a fondre's parcialment per efecte de la pressió) i no pot lliscar. Els cúmuls laterals de runes a la superfície de les glaceres indiquen la direcció del moviment del gel. La superfície d'algunes glaceres té textures rugoses a causa de la sublimació del gel enterrat. El gel s'evapora sense fondre i deixa enrere un espai buit. El material superposat es col·lapsa en el buit. A vegades trossos de gel cauen de la glacera i s'enterren a la superfície del terreny, i quan es fonen, deixen un forat més o menys rodó. S'han identificat molts d'aquests «forats de caldera» a Mart.
Tot i la forta evidència del flux glacial a Mart, hi ha poques proves convincents de formes en relleu tallades per l'erosió glacial, com per exemple, valls en forma d'U, pujols arrodonits, arestes, o drumlins. Aquestes característiques són abundants en les regions amb glaceres a la Terra, i la seva absència a Mart ha resultat desconcertant. Es creu que la manca d'aquests relleus està relacionada amb la naturalesa freda de gel a les glaceres més recents de Mart. Atès que la insolació que arriba al planeta, la temperatura i la densitat de l'atmosfera, i el flux de calor geotèrmic són tots més baixos a Mart que a la Terra, el modelatge suggereix que la temperatura de la interfície entre una glacera i el seu sòl roman per sota de zero, de manera que el gel es manté literalment congelat fins a terra. Això evita que llisqui a través del seu sòl, el que es creu que inhibeix la capacitat del gel per erosionar la superfície.

## Evidència de fluxos recents

Fluxos de l'estació càlida en pendent en el cràter de Newton.

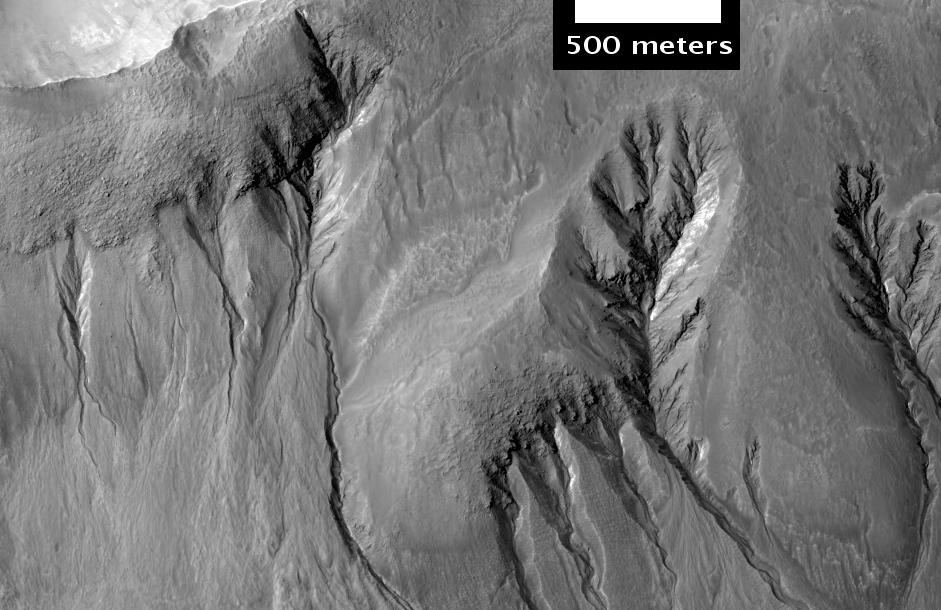
Barrancs ramificats.

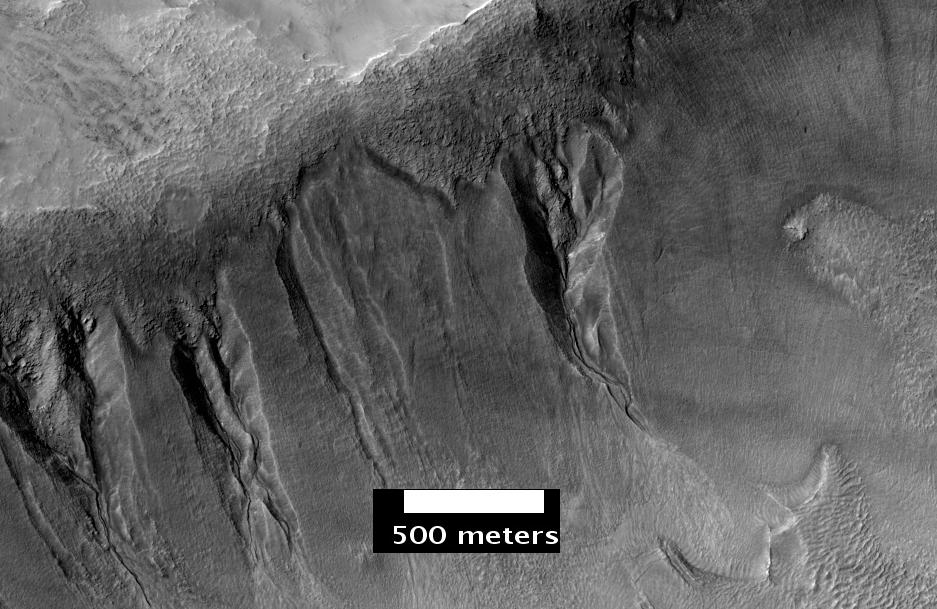
Grup de barrancs profunds.

L'aigua líquida pura no pot existir en forma estable a la superfície de Mart amb la seva actual baixa pressió atmosfèrica i baixa temperatura, excepte en les elevacions més baixes durant unes hores. Per tant, un misteri geològic va començar el 2006 quan les observacions de la nau Mars Reconnaissance Orbiter de la NASA van revelar dipòsits de barranc que no hi eren deu anys abans, possiblement causats per la salmorra líquida que flueix durant els mesos més càlids a Mart. Les imatges eren de dos cràters anomenats Terra Sirenum i Centauri Montes que semblen mostrar la presència de fluxos d'aigua líquida a Mart en algun moment entre 1999 i 2001.
Hi ha desacord en la comunitat científica sobre si les barranques han estat formades o no per aigua líquida. També és possible que els fluxos que tallen les barranques estiguin secs o potser siguin lubricats pel diòxid de carboni. Alguns estudis testifiquen que les barranques que es formen a les terres altes del sud no poden ser formades per aigua a causa de condicions atmosfèriques inadequades. La baixa pressió i l'absència d'efectes geotèrmics a les regions més fredes no donaria lloc a aigua líquida en cap moment de l'any, però seria ideal per al diòxid de carboni sòlid. El diòxid de carboni que es fon a l'estiu més càlid produiria diòxid de carboni líquid, que llavors formaria les barranques. Fins i tot si les barranques són tallades pel flux d'aigua a la superfície, la font exacta de l'aigua i els mecanismes darrere del seu moviment no són ben compresos.
A l'agost de 2011, la NASA va anunciar el descobriment fet per l'estudiant de pregrau nord-americà d'origen nepalès Lujendra Ojha dels canvis estacionals actuals en pendents costeruts per sota d'afloraments rocosos prop de les vores d'un cràter a l'hemisferi sud. Aquestes ratlles fosques, anomenades ara línies recurrents del pendent, es van veure créixer talús avall durant la part més càlida de l'estiu marcià, descolorant-se gradualment durant la resta de l'any, progressant cíclicament entre anys. Els investigadors van suggerir que aquestes marques eren consistents amb l'aigua salada (salmorres) que fluïa cap avall i després s'evaporava, deixant possiblement algun tipus de residu. L'instrument espectroscòpic CRISM ha fet des de llavors observacions directes de sals hidratades que apareixen al mateix temps que es formen aquestes línies de pendent recurrents, confirmant en 2015 que aquestes línies són produïdes pel flux de salmorres líquides a través de sòls poc profunds. Les línies contenen clorat hidratat i sals de perclorat (ClO₄-), que inclouen molècules d'aigua líquida. Les línies flueixen costa avall a l'estiu marcià, quan la temperatura està per sobre de –23 °C. No obstant això, la font de l'aigua segueix sent desconeguda.

## Desenvolupament de l'inventari d'aigua de Mart
La variació del contingut d'aigua superficial de Mart està fortament vinculada a l'evolució de la seva atmosfera i pot haver estat marcada per diverses etapes clau.

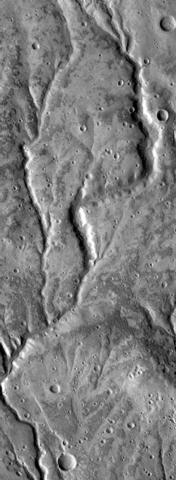
Canals secs prop de Warrego Valles.

### Era noaquiana primerenca (4,6 Ga a 4,1 Ga)
L'era noaquiana primerenca es va caracteritzar per la pèrdua atmosfèrica a l'espai per un fort bombardeig meteorític i la fugida hidrodinàmica. L'expulsió dels meteorits podria haver eliminat al voltant d'un 60 per cent de l'atmosfera primerenca. Es poden haver format quantitats significatives de fil·losilicats durant aquest període que requereixen una atmosfera prou densa per mantenir l'aigua superficial, ja que el grup de fil·losilicats dominant espectralment, l'esmectita, suggereix unes proporcions moderades d'aigua a roca. Tanmateix, el pH-pCO₂ entre esmectita i carbonat mostra que la precipitació d'esmectita limitaria pCO₂ a un valor no superior a 1×10−2 atm (1.0 kPa). Com a resultat, el component dominant d'una atmosfera densa en un Mart primerenc es torna incert, si les argiles es van formar en contacte amb l'atmosfera marciana, sobretot tenint en compte que no hi ha proves dels dipòsits de carbonat. Una complicació addicional és que la brillantor d'un 25 per cent més baixa del Sol jove hauria requerit una atmosfera antiga amb un efecte d'hivernacle significatiu per augmentar la temperatura de la superfície per mantenir l'aigua líquida. Un contingut de CO₂ més elevat per si sol hauria estat insuficient, ja que el CO₂ precipita a pressions parcials superior a 15 atm (15,000 hPa), reduint la seva eficàcia com a gas amb efecte d'hivernacle.

### Època noaquiana mitjana a tardana (4,1 Ga a 3,8 Ga)
Durant l'era Noaquiana mitjana i tardana, Mart pot haver experimentar la formació d'una atmosfera secundària per desgasificació dominada pels volcans Tharsis, amb pèrdues de quantitats significatives d'H₂O, CO₂, i SO₂, entre altres components atmosfèrics Les xarxes de valls marcianes daten d'aquest període, cosa que indica una aigua superficial globalment estesa i sostinguda temporalment en comptes d'inundacions catastròfiques. El final d'aquest període coincideix amb la finalització del camp magnètic intern i un augment del bombardeig meteorític. El cessament del camp magnètic intern i el posterior debilitament de qualsevol camp magnètic local va permetre l'eliminació de l'atmosfera sense obstacles pel vent solar. Per exemple, en comparació amb els seus homòlegs terrestres, 38Ar/36Ar, 15N/¹⁴N, i les proporcions 13C/12C de l'atmosfera marciana són coherents amb una pèrdua d'aproximadament un 60 per cent d'Ar, N₂ i CO 2 per l'eliminació del vent solar d'una atmosfera superior enriquida en isòtops més lleugers mitjançant el fraccionament de Rayleigh. Complementant l'activitat del vent solar, els impactes haurien expulsat components atmosfèrics a granel sense fraccionament isotòpic. No obstant això, els impactes de cometes en particular poden haver contribuït amb volàtils al planeta.

### Era hesperiana a amazoniana (actualitat) (~3,8 Ga fins a l'actualitat)
La millora atmosfèrica per esdeveniments esporàdics de desgasificació es va contrarestar amb l'eliminació de l'atmosfera pel vent solar, encara que amb menys intensitat que pel jove Sol. D'aquest període daten les inundacions catastròfiques, que afavoreixen l'alliberament sobtat de substàncies volàtils, a diferència dels fluxos superficials sostinguts. Si bé la part anterior d'aquesta era pot haver estat marcada per ambients àcids aquosos i descàrrega d'aigües subterrànies centrades en Tharsis que data del noaquià tardà, gran part dels processos d'alteració de la superfície durant l'última part estan marcats per processos oxidatius, com ara la formació d'òxids de Fe3+ que confereixen una tonalitat vermellosa a la superfície marciana. Aquesta oxidació de les fases minerals primàries es pot aconseguir mitjançant processos de baix pH (i possiblement d'alta temperatura) relacionats amb la formació de tefra palagonítica, per l'acció de H₂O₂ que es forma fotoquímicament a l'atmosfera marciana, i per l'acció de l'aigua, cap dels quals requereix O₂ lliure. L'acció de H₂O₂ pot haver dominat temporalment donada la dràstica reducció de l'activitat aquosa i ígnia en aquesta època recent, fent que el Fe3+ òxids volumètricament petits, tot i que generalitzats i espectralment dominants. No obstant això, els aqüífers poden haver impulsat aigües superficials sostingudes, però molt localitzades en la història geològica recent, com és evident en la geomorfologia de cràters com Mojave. A més, el meteorit marcià Lafayette mostra evidències d'alteració aquosa fa tan recent com 650 Ma.

Mart abans i després/durant la tempesta de pols global del 2018

L'any 2020, els científics van informar que la pèrdua actual d'hidrogen atòmic de l'aigua de Mart es deu principalment a processos estacionals i tempestes de pols que transporten aigua directament a l'atmosfera superior i que això ha influït en el clima del planeta. probablement durant l'últim 1 Ga. Estudis més recents han suggerit que les ones de gravetat atmosfèrica que es propaguen cap amunt poden tenir un paper important durant les tempestes globals de pols en la modulació de la fugida de l'aigua.

#### Edats de gel

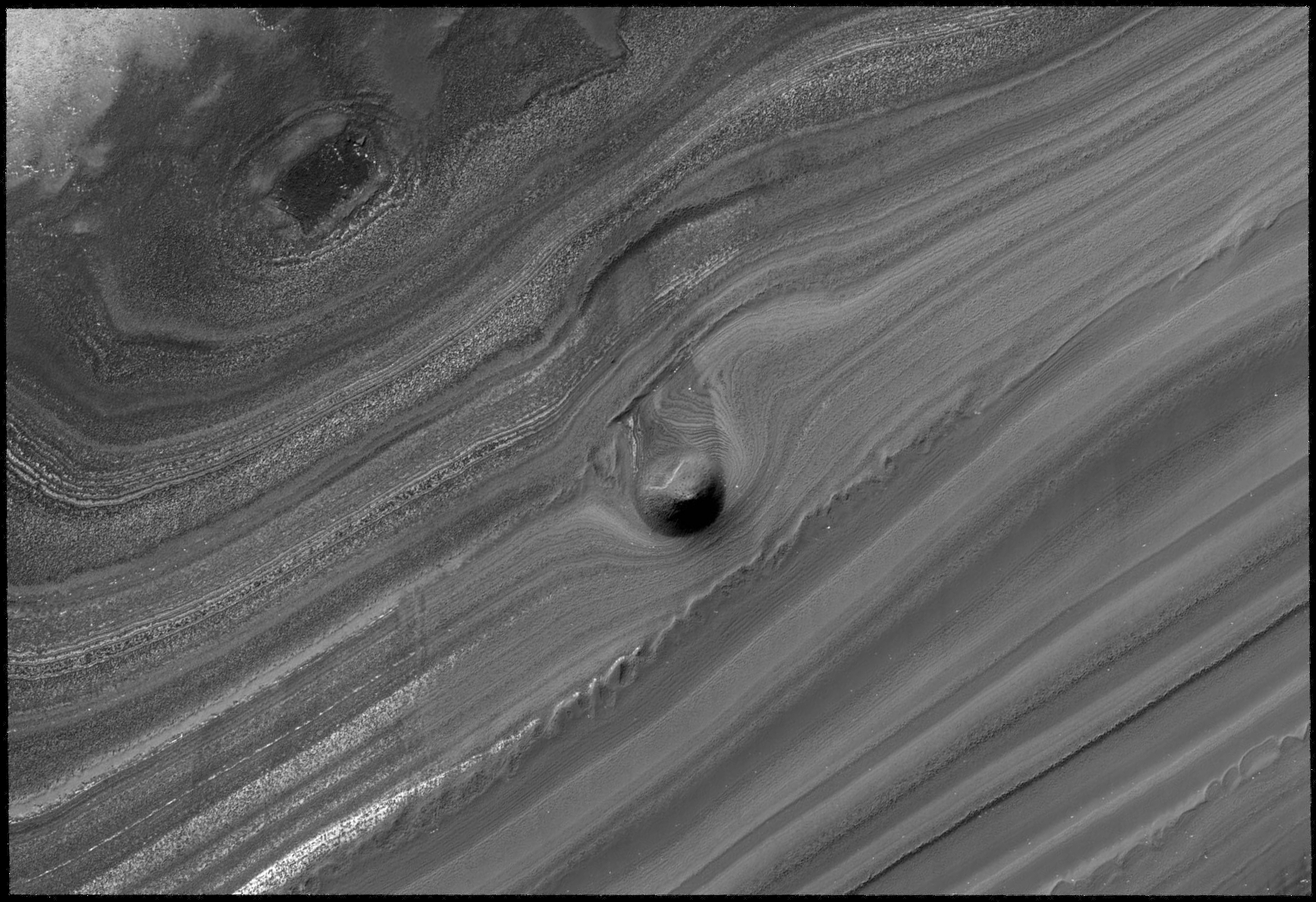
Dipòsits de gel i pols en capes al pol nord.

Mart ha experimentat uns quaranta canvis a gran escala en la quantitat i distribució del gel a la seva superfície durant els últims cinc milions d'anys. el més recent va succeir fa uns 2,1 a 0,4 milions d'anys, durant la glaciació amazoniana tardana al límit de la dicotomia. Aquests canvis es coneixen com a edats glacials. Les edats glacials a Mart són molt diferents de les que experimenta la Terra. Les edats glacials són impulsades pels canvis en l'òrbita de Mart i la inclinació, també coneguda com obliqüitat. Els càlculs orbitals mostren que Mart es mou sobre el seu eix molt més que la Terra. La Terra s'estabilitza per la seva lluna proporcionalment gran, de manera que només oscil·la uns quants graus. Mart pot canviar la seva inclinació en moltes desenes de graus. Quan aquesta obliqüitat és alta, els seus pols reben molta més llum solar directa i calor; això fa que els casquets glacials s'escalfin i es facin més petits a mesura que el gel se sublima. A més de la variabilitat del clima, l'excentricitat de l'òrbita de Mart canvia dues vegades més que l'excentricitat de la Terra. A mesura que els pols són sublims, el gel es torna a dipositar més a prop de l'equador, que reben una mica menys d'insolació solar a aquestes altes obliqüitats. Les simulacions per ordinador han demostrat que una inclinació de 45° de l'eix marcià donaria lloc a l'acumulació de gel a les zones que mostren formes de relleu glacials.
La humitat dels casquets polars viatja a latituds més baixes en forma de dipòsits de gebre o neu barrejada amb pols. L'atmosfera de Mart conté una gran quantitat de partícules fines de pols, el vapor d'aigua es condensa en aquestes partícules que després cauen a terra a causa del pes addicional de la capa d'aigua. Quan el gel de la part superior de la capa del mantell torna a l'atmosfera, deixa pols que serveix per aïllar el gel restant. El volum total d'aigua extret és un poc per cent dels casquets polars, o suficient per cobrir tota la superfície del planeta sota un metre d'aigua. Gran part d'aquesta humitat dels casquets polars dona lloc a un mantell gruixut i suau amb una barreja de gel i pols. Aquest mantell ric en gel, que pot fer 100 metres de gruix a les latituds mitjanes, suavitza la terra a latituds més baixes, però en alguns llocs mostra una textura irregular o patrons que descobreixen la presència de gel d'aigua a sota.

## Avaluacions d'habitabilitat

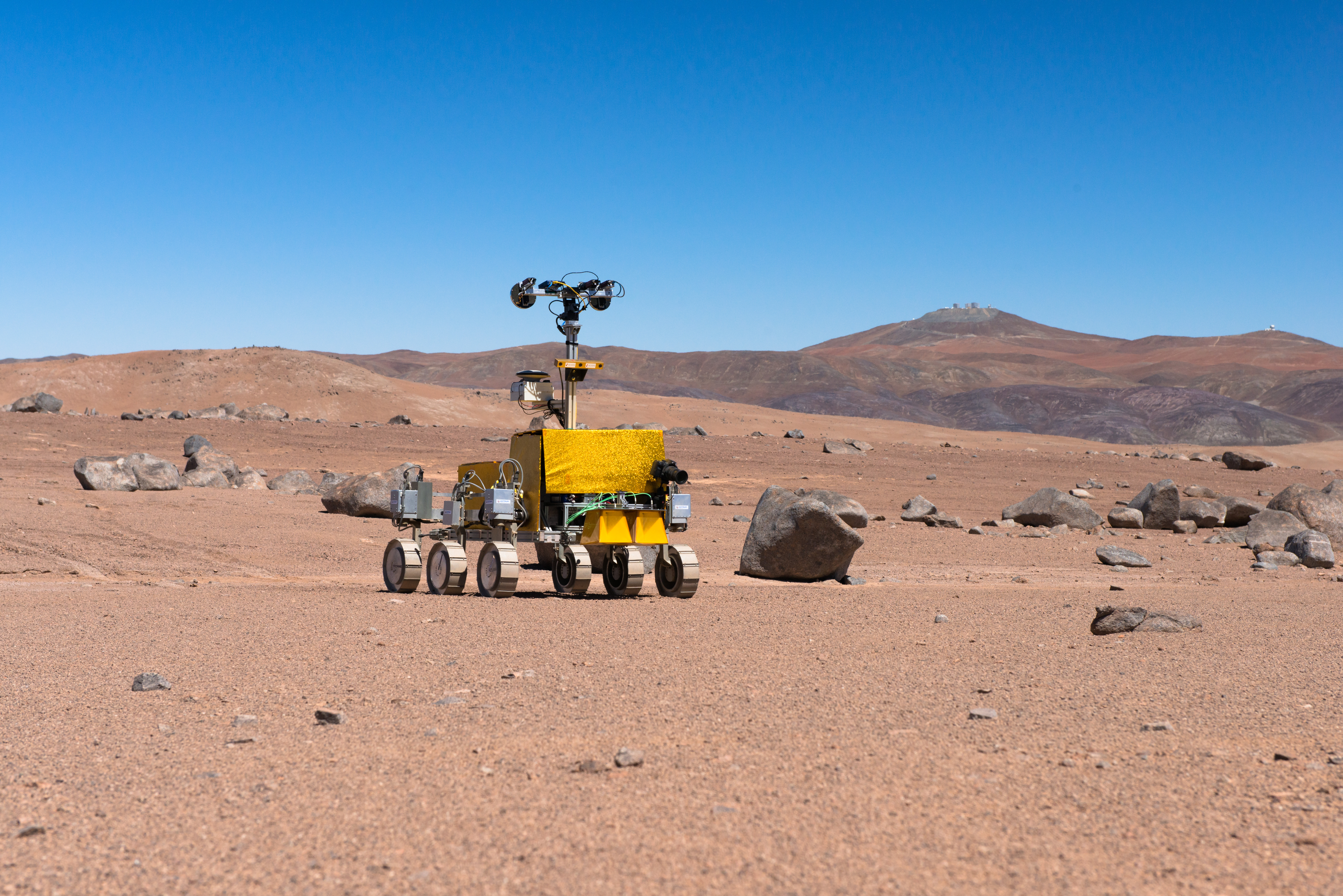
Prototip del rover ExoMars en prova al desert d'Atacama, 2013.

Des els mòduls d'aterratge Viking que van cercar vida microbiana actual el 1976, la NASA ha perseguit una estratègia de «seguir l'aigua» a Mart. Tanmateix, l'aigua líquida és una condició necessària però no suficient per a la vida tal com la coneixem perquè l'habitabilitat és una funció d'una multitud de factors ambientals. Els atributs químics, físics, geològics i geogràfics configuren els ambients de Mart. Les mesures aïllades d'aquests factors poden ser insuficients per considerar un ambient habitable, però la suma de mesures pot ajudar a predir ubicacions amb major o menor potencial d'habitabilitat.
No cal que els entorns habitables estiguin habitats i, per a finalitats de protecció planetària, els científics estan tractant d'identificar hàbitats potencials on els bacteris polissons de la Terra en naus espacials podrien contaminar Mart. Si hi ha vida —o n'hi ha hagut— a Mart, es podrien trobar proves o biosignatures al subsòl, lluny de les dures condicions de la superfície actuals com ara els perclorats, radiacions ionitzants, dessecació i congelació. Els llocs habitables podrien passar a quilòmetres per sota de la superfície en una hidrosfera hipotètica, o podrien passar a prop del subsòl en contacte amb el permafrost.
El rover Curiosity està avaluant el potencial d'habitabilitat passat i present de Mart. El programa europeu-rus ExoMars és un projecte d'astrobiologia dedicat a la recerca i identificació de biosignatures a Mart. Inclou l'ExoMars Trace Gas Orbiter que va començar a cartografiar el metà atmosfèric l'abril de 2018, i el 2022 el rover ExoMars perforarà i analitzarà mostres del subsòl a 2 metres de profunditat. El rover de la NASA Mars 2020 guardarà a la memòria cau desenes de mostres de nucli perforats per al seu potencial transport als laboratoris de la Terra a finals dels anys 2020 o 2030.

## Troballes de les sondes

### Mariner 9

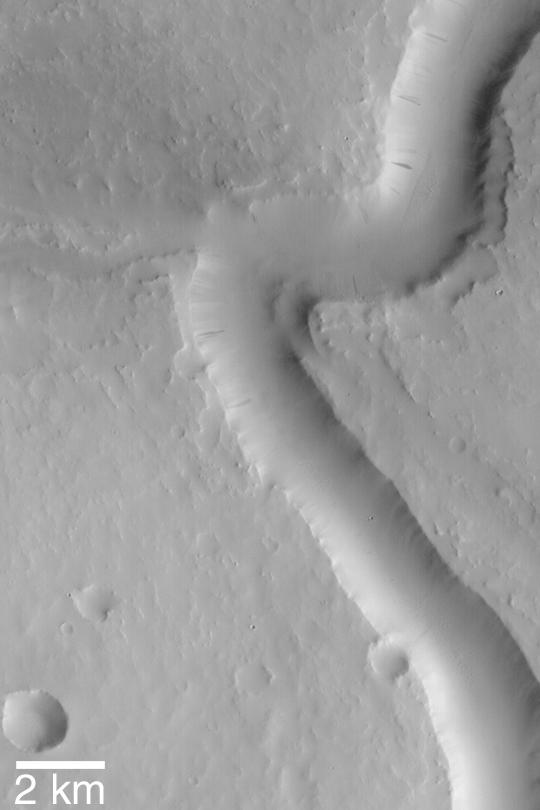
Meandre a Scamander Vallis. Imatge presa pel Mariner 9. Aquestes imatges van implicar que les gran quantitats d'aigua van fluir un cop en la superfície de Mart.

Les imatges adquirides per l'orbitador de Mart Mariner 9, llançat en 1971, van revelar la primera evidència directa d'aigua del passat en forma de llits de rius secs, canons (com ara els de Valles Marineris, un sistema de canons d'uns 4.020 km), evidència d'erosió i deposició d'aigua, fronts meteorològics i boires. Les troballes de les missions del Mariner 9 van donar suport al programa posterior Viking. L'enorme sistema de barrancs de Valles Marineris porta el nom de Mariner 9 en honor dels seus èxits.

### Programa Viking

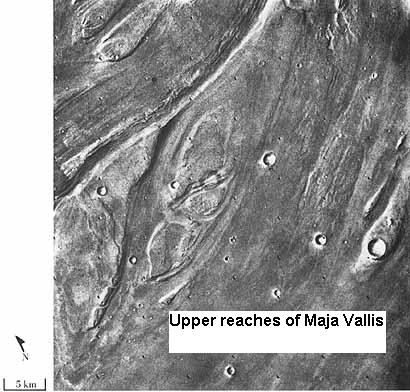
Les illes aerodinàmiques a Maja Valles suggereixen que gran inundacions van passar a Mart.

Al descobrir moltes formes geològiques que normalment es formen a partir de grans quantitats d'aigua, els dos orbitadors Viking i els dos mòduls d'aterratge van causar una revolució en el nostre coneixement sobre l'aigua a Mart. Es van trobar canals de sortida enormes en moltes àrees. Les sondes van mostrar que les inundacions d'aigua van trencar a través de preses, van tallar valls profundes, van erosionar els solcs a la roca mare, i van viatjar milers de quilòmetres. Grans àrees en l'hemisferi sud contenien xarxes de vies ramificades, el que suggereix que la pluja va caure una vegada. Molts cràters semblen com si l'impactador caigués en el fang. Quan es van formar, el gel a terra es va poder fondre, va convertir el sòl en fang, i després el fang va fluir a través de la superfície. Les regions, anomenades T«erreny Caòtic», semblaven haver perdut ràpidament grans volums d'aigua que causaven la formació de grans vies aigües avall. Les estimacions per a alguns cabals de canal són a deu mil vegades el flux del riu Mississipi. El vulcanisme subterrani pot haver fos gel congelat. L'aigua llavors va fluir lluny i el sòl es va ensorrar per deixar el terreny caòtic. A més, l'anàlisi química general realitzada pels dos desembarcadors del Viking va suggerir que la superfície ha estat exposada o submergida en l'aigua en el passat.

### Mars Global Surveyor

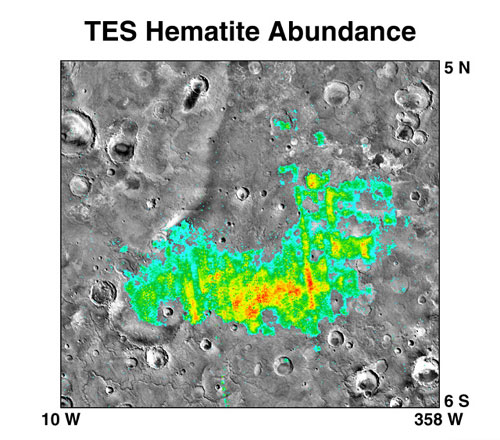
Mapa que mostra la distribució de la hematita al Sinus Meridiani. Aquestes dades es van utilitzar per apuntar l'aterratge del rover Opportunity que va trobar evidència definitiva d'aigua passada.

L'espectròmetre d'emissió tèrmica (TES, de l'anglès thermal emission spectrometer) del Mars Global Surveyor és un instrument capaç de determinar la composició mineral a la superfície de Mart. La composició mineral dona informació sobre la presència o absència d'aigua en l'antiguitat. TES va identificar una àrea gran (30.000 km²) en la formació de Nili Fossae que conté el mineral olivina. Es creu que l'impacte de l'asteroide antic que va crear la conca Isidis va resultar en falles que van exposar l'olivina. El descobriment de l'olivina és una forta evidència que algunes parts de Mart han estat extremadament seques durant molt de temps. L'olivina també va ser descoberta en molts altres petits afloraments dins de 60 graus a nord i a sud de l'equador. La sonda ha representat diversos canals que suggereixen fluxos de líquids sostinguts passats, dos d'ells es troben en Nanedi Valls i en Nirgal Vallis.

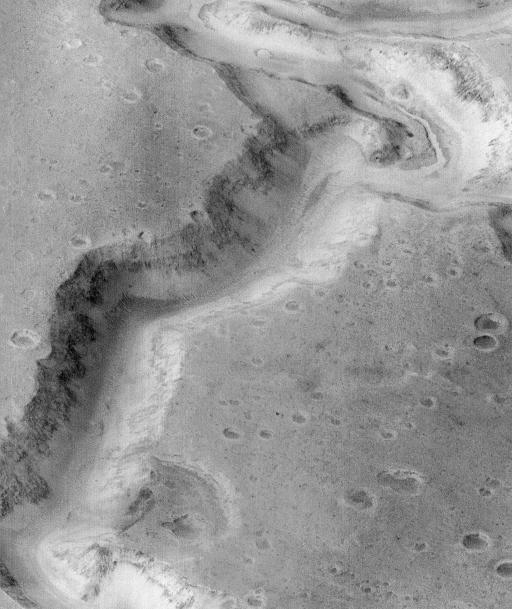
Canal interior (prop de la part superior de la imatge) en el pis de Nanedi Valles que suggereix que l'aigua va fluir durant un període bastant llarg. Imatge del Lunae Palus quadrangle.

### Mars Pathfinder
El Mars Pathfinder va registrar la variació del cicle de temperatura diürna. Estava més fred just abans de l'alba, al voltant de –78 °C, i més càlid just després del migdia de Mart, al voltant de –8 °C. En aquest lloc, la temperatura més alta mai va aconseguir el punt de congelació de l'aigua (0 °C), massa fred perquè hi hagi aigua pura a la superfície.
La pressió atmosfèrica mesurada pel Pathfinder a Mart és molt baixa, al voltant del 0,6 per cent de la Terra, i no permetria que hi hagués aigua líquida pura a la superfície.
Altres observacions van ser consistents amb l'aigua present en el passat. Algunes de les roques en el lloc de Mars Pathfinder es recolzaven unes contra altres d'una manera que els geòlegs deien imbricats. Se sospita que les fortes aigües de la inundació en el passat van empènyer les roques voltant fins que es afrontaren lluny del flux. Alguns còdols estaven arrodonits, potser per haver caigut en un rierol. Parts de terra són esquerdissos, potser a causa de la cimentació per un líquid que conté minerals. Hi havia prova de l'existència de núvols i potser de boira.

### Mars Odyssey
La Mars Odyssey va trobar el 2001 molta evidència d'aigua a Mart en forma d'imatges, i amb el seu espectròmetre, va demostrar que gran part de terra està carregat amb gel d'aigua. Mart té prou gel just sota la superfície per omplir el llac Míchigan dues vegades. En tots dos hemisferis, des 55° de latitud fins als pols, Mart té una alta densitat de gel just sota la superfície; Un quilogram de terra conté aproximadament 500 grams de gel d'aigua. Però prop de l'equador, només hi ha 2% a 10% d'aigua en el sòl. Els científics pensen que gran part d'aquesta aigua també està tancada en l'estructura química dels minerals, com l'argila i els sulfats. Tot i que la superfície superior conté un petit percentatge d'aigua lligada químicament, el gel es troba a pocs metres més profund, com s'ha demostrat a l'Aràbia Terra, quadrilàter Amazonis i quadrilàter Elysium que contenen grans quantitats de gel d'aigua. L'anàlisi de les dades suggereix que l'hemisferi sud pot tenir una estructura estratificada, suggestiva de dipòsits estratificats sota de una massa d'aigua ara extinta gran.

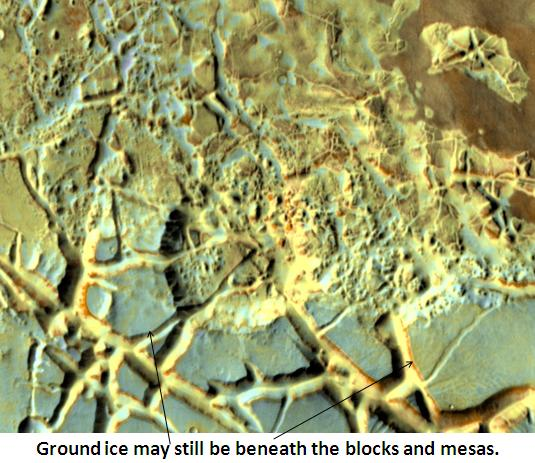
Blocs en Aram mostrant una possible font antiga d'aigua. La ubicació es quadrilàter d'Oxia Palus.

Els instruments a bord del Mars Odyssey són capaços d'estudiar el metre superior del sòl. L'any 2002, les dades disponibles es van utilitzar per calcular que si totes les superfícies del sòl estiguessin cobertes per una capa uniforme d'aigua, això correspondria a una capa global d'aigua (GLW) 05–15 quilometres (3.1–9.3 mi).
Milers d'imatges retornades per l'orbitador Odyssey també donen suport a la idea que Mart va tenir una gran quantitat d'aigua que fluïa per la seva superfície. Algunes imatges mostren patrons de valls ramificades; d'altres mostren capes que es podrien haver format sota els llacs; fins i tot s'han identificat deltes de rius i llacs.
Durant molts anys, els investigadors van sospitar que les glaceres existien sota una capa de roques aïllants. Lineated valley fill és un exemple d'aquestes glaceres cobertes de roques. Es troben al sòl d'alguns canals. Les seves superfícies tenen materials estriats i acanalats que es desvien al voltant dels obstacles. Els dipòsits de sòl alineats poden estar relacionats amb els enderrocs frontals lobulats, que segons el radar en òrbita han demostrat que contenen grans quantitats de gel.

### Phoenix

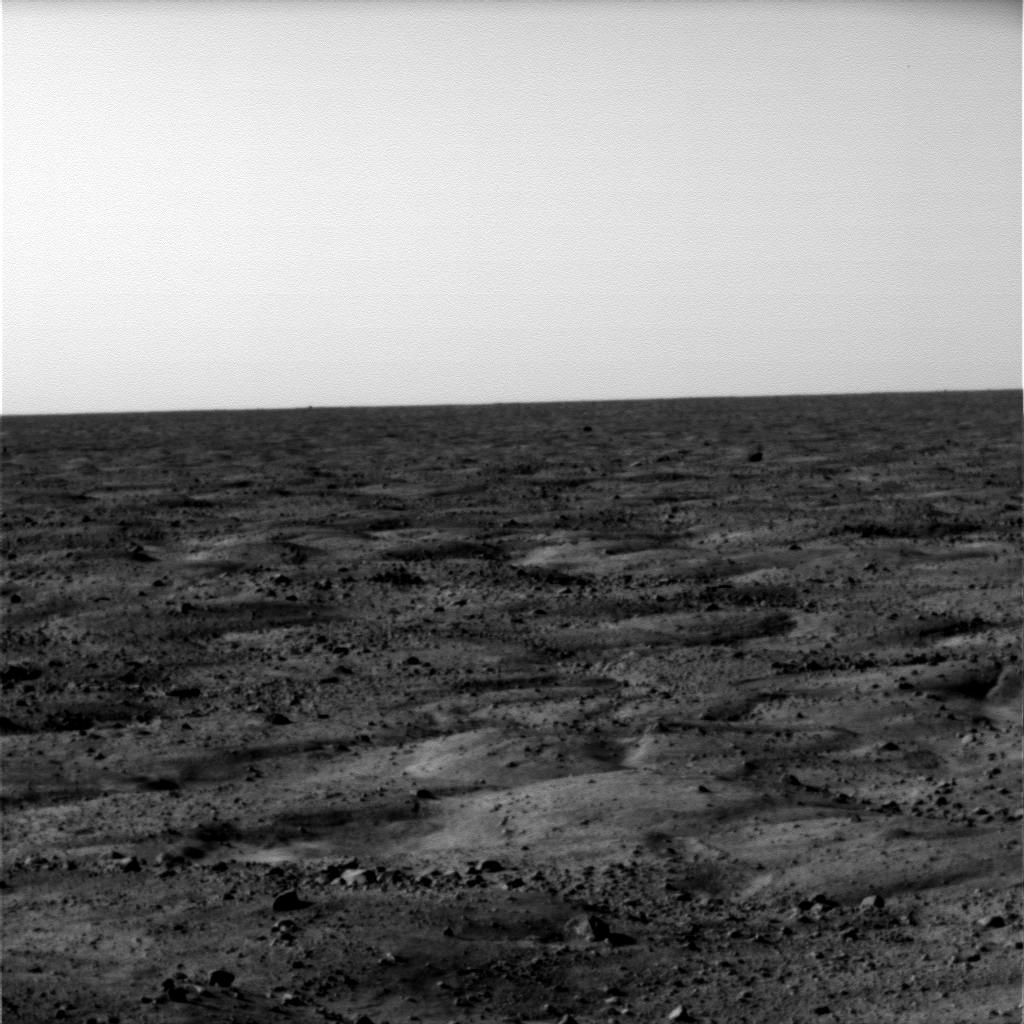
Polígons de permafrost capturats pel mòdul d'aterratge Phoenix.

La sonda Phoenix també va confirmar l'existència de grans quantitats de gel d'aigua a la regió nord de Mart. Aquesta troballa es va predir per dades i teoria orbitals anteriors, i va ser mesurat des de l'òrbita pels instruments Mars Odyssey. El 19 de juny de 2008, la NASA va anunciar que grups de material brillant de la mida d'un dau a la trinxera "Rinxols d'or Dodo", excavat pel braç robòtic, s'havien vaporitzat al llarg de quatre dies, cosa que indica fortament que els grups brillants estaven composts d'aigua. gel que sublima després de l'exposició. Tot i que el CO₂ (gel sec) també se sublima en les condicions presents, ho faria a un ritme molt més ràpid del que s'observa. El 31 de juliol de 2008, la NASA va anunciar que Phoenix va confirmar encara més la presència de gel d'aigua al seu lloc d'aterratge. Durant el cicle inicial d'escalfament d'una mostra, l'espectròmetre de masses va detectar vapor d'aigua quan arribava a la temperatura de la mostra 0 °C (32 °F; 273 K). L'aigua líquida no pot existir a la superfície de Mart amb la seva baixa pressió atmosfèrica i temperatura actuals, excepte a les elevacions més baixes durant períodes curts.
Es va confirmar la presència de l'anió perclorat (ClO₄–), un fort oxidant, al sòl marcià. Aquesta sal pot reduir considerablement el punt de congelació.

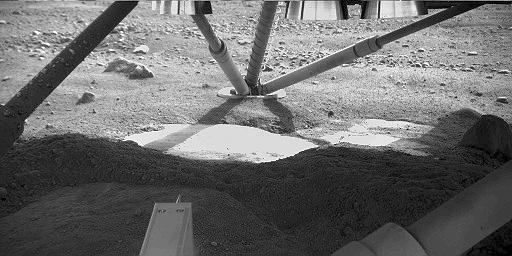
Vista sota del mòdul d'aterratge "Phoenix" que mostra el gel d'aigua exposat pels retrocoets d'aterratge.

Quan Phoenix va aterrar, els retrocoets van esquitxar terra i van fondre el gel sobre el vehicle. Les fotografies mostraven que l'aterratge havia deixat taques de material enganxades als puntals d'aterratge. Les taques es van expandir a un ritme coherent amb la deliquescència, es van enfosquir abans de desaparèixer (d'acord amb la liqüefacció seguida del degoteig) i semblaven fusionar-se. Aquestes observacions, combinades amb proves termodinàmiques, van indicar que les gotes probablement eren gotes de salmorra líquida. Altres investigadors van suggerir que les taques podrien ser "grups de gebre". El 2015 es va confirmar que el perclorat té un paper en la formació de fluxos estacionals a Mart en barrancs escarpats.
Fins on pot veure la càmera, el lloc d'aterratge és pla, però té la forma de polígons entre 2–3 metres (6 ft 7 in–9 ft 10 in) de diàmetre que estan delimitats per valls de 20–50 centimetres (7.9–19.7 in) profunditat. Aquestes formes es deuen a que el gel del sòl s'expandeix i es contrau a causa dels grans canvis de temperatura. El microscopi va mostrar que el sòl a la part superior dels polígons està format per partícules arrodonides i partícules planes, probablement un tipus d'argila. El gel està present unes quantes polzades per sota de la superfície al centre dels polígons, i al llarg de les seves vores, el gel té almenys 8 polzades (200 mm) de profunditat.
Com a resultat de les observacions de la missió, ara se sospita que el gel d'aigua (neu) s'hauria acumulat més endavant aquest any. Com a resultat de les observacions de la missió, ara se sospita que el gel d'aigua (neu) s'hauria acumulat més endavant aquest any. La temperatura més alta mesurada durant la missió, que va tenir lloc durant l'estiu marcià, va ser −196 °C (−320.8 °F; 77.1 K), mentre que la més freda va ser −977 °C (−1,727 °F; −704 K). Per tant, en aquesta regió la temperatura es va mantenir molt per sota del punt de congelació (0 °C (32 °F; 273 K)) de l'aigua.

### Mars Exploration Rovers

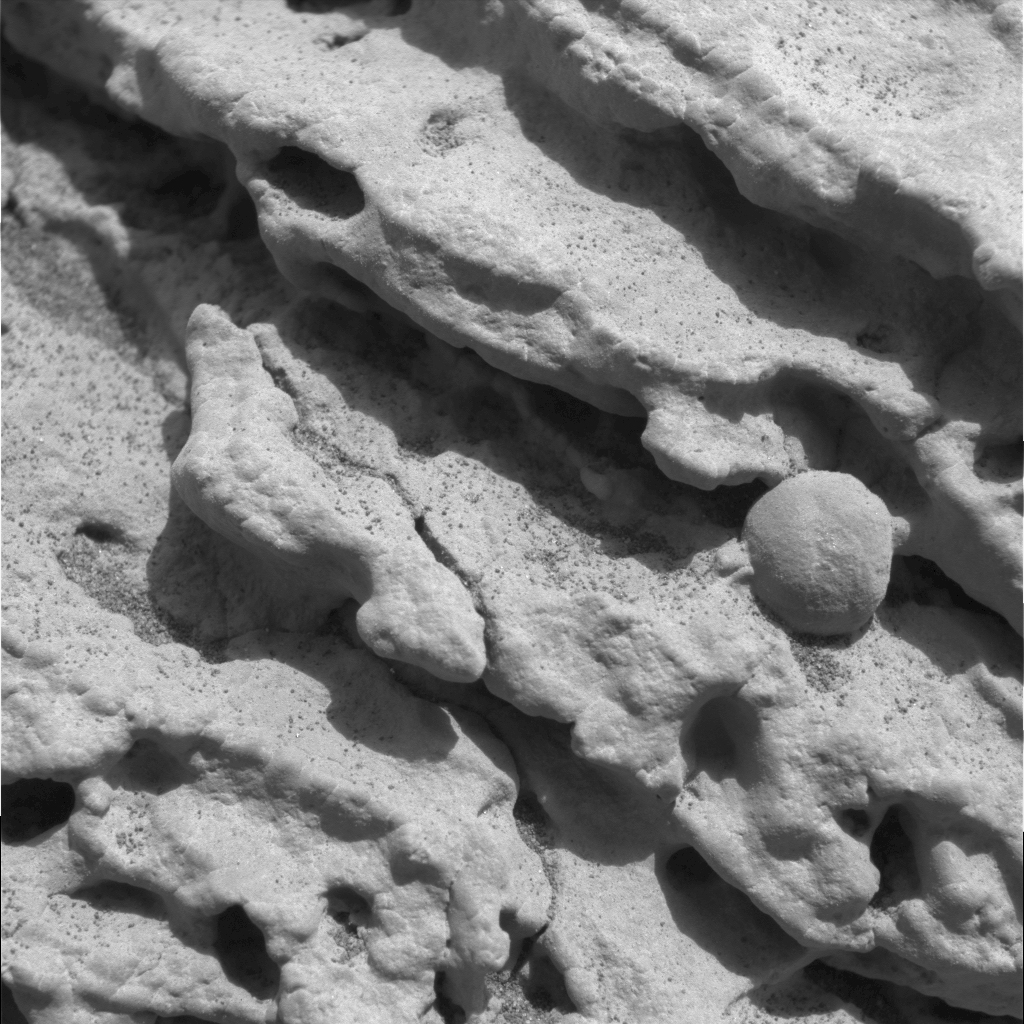
Primer pla d'un aflorament de roca.

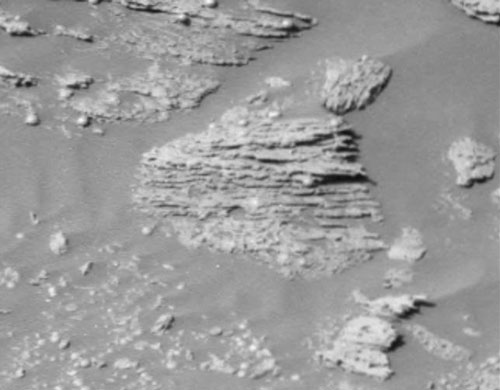
Capes de roca fines, no totes en són paral·leles.

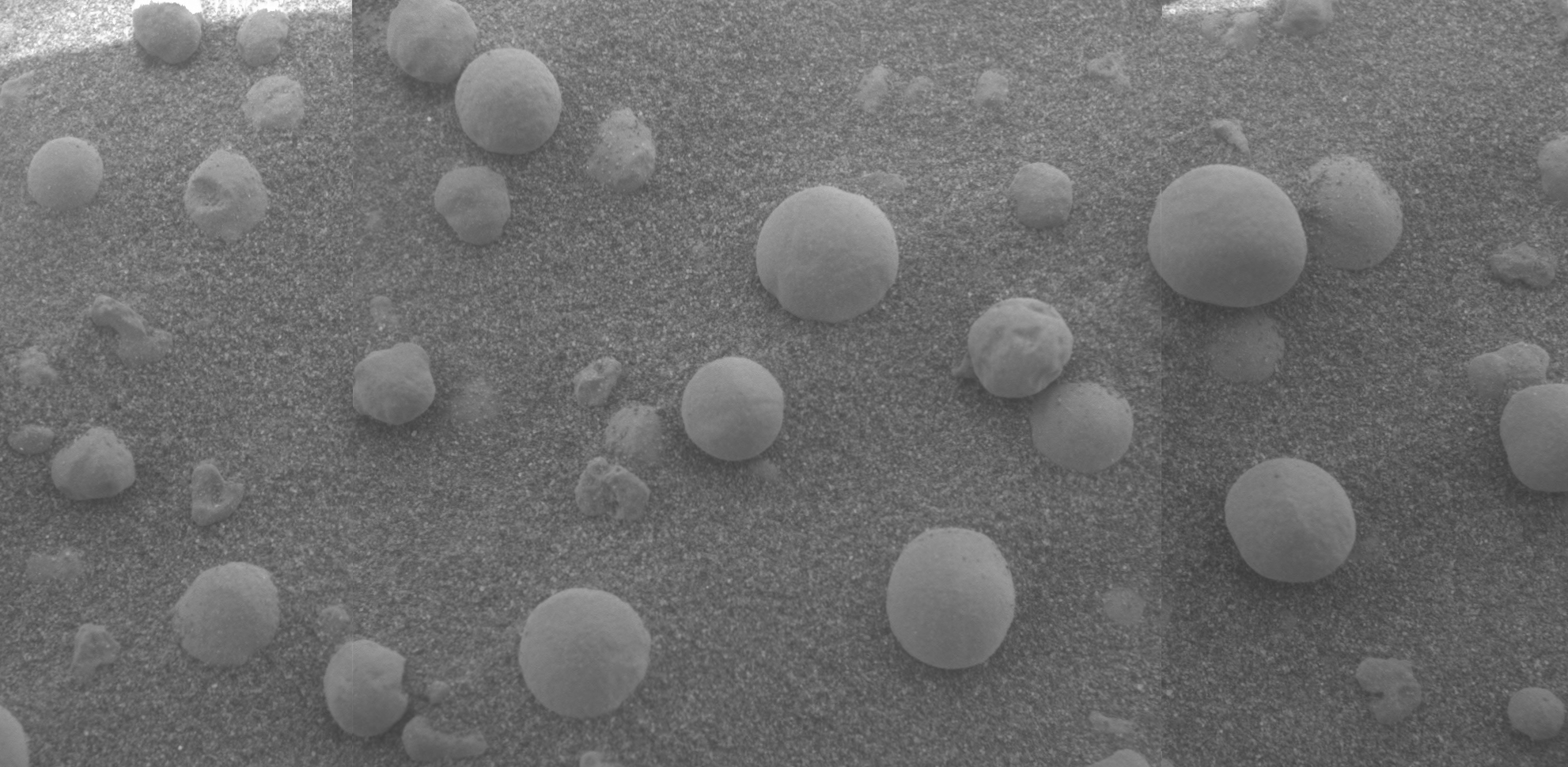
Esfèrules d'hematita.

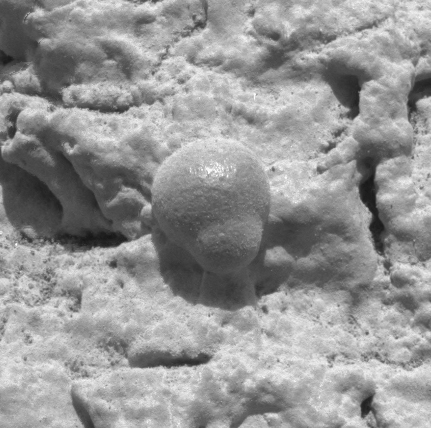
Esfèrules parcialment incrustades.

Les Mars Exploration Rovers, Spirit i Opportunity van trobar una gran quantitat d'evidències d'aigua passada a Mart. El rover Spirit va aterrar en el que es pensava que era un gran llit d'un llac. El llit del llac havia estat cobert de colades de lava, de manera que inicialment va ser difícil de detectar proves d'aigua passada. El 5 de març de 2004, la NASA va anunciar que lPlantilla:'''Spirit havia trobat indicis de la història de l'aigua a Mart en una roca anomenada "Humphrey".
Quan l'Spirit va viatjar en reserva el desembre de 2007, tirant una roda atrapada darrere, la roda va raspar la capa superior de terra, on va descobrir un tros de terra blanca rica en sílice. Els científics pensen que s'ha d'haver produït de dues maneres. Un: dipòsits termals produïts quan l'aigua va dissoldre sílice en un lloc i després la va portar a un altre (és a dir, un guèiser). Dos: el vapor àcid que s'elevava a través de les esquerdes de les roques les desposseïa dels seus components minerals, deixant enrere la sílice. El rover Spirit també va trobar proves d'aigua al cràter Columbia Hills de Gusev. Al grup de roques Clovis, l'espectròmetre Mössbauer va detectar goethita, que es forma només en presència d'aigua, ferro en forma oxidada Fe3+, Roques riques en carbonats, la qual cosa significa que les regions del planeta antigament van albergar aigua.
El Rover Opportunity va ser dirigit a un lloc que havia mostrat grans quantitats d'hematita des de l'òrbita. L'hematita sovint es forma a partir de l'aigua. De fet, el rover va trobar roques en capes i concrecions d'hematita semblants a marbre o nabius. En altres llocs de la seva travessia, l'Opportunity va investigar l'estratigrafia de dunes eòliques a Burns Cliff al cràter Endurance. Els seus operadors van concloure que la preservació i la cimentació d'aquests afloraments havien estat controlades pel cabal d'aigües subterrànies poc profundes. En els seus anys de funcionament continu, l'Opportunity va enviar proves que aquesta zona de Mart estava empapada en aigua líquida en el passat.
Els rovers MER van trobar proves d'ambients humits antics que eren molt àcids. De fet, el que l'Opportunity va trobar evidència d'àcid sulfúric, una substància química agressiva per a la vida. Però el 17 de maig de 2013, la NASA va anunciar que l'Opportunity va trobar dipòsits d'argila que normalment es formen en ambients humits que són prop de l'acidesa neutra. Aquesta troballa proporciona proves addicionals sobre un entorn antic humit possiblement favorable per a la vida.

### Mars Reconnaissance Orbiter

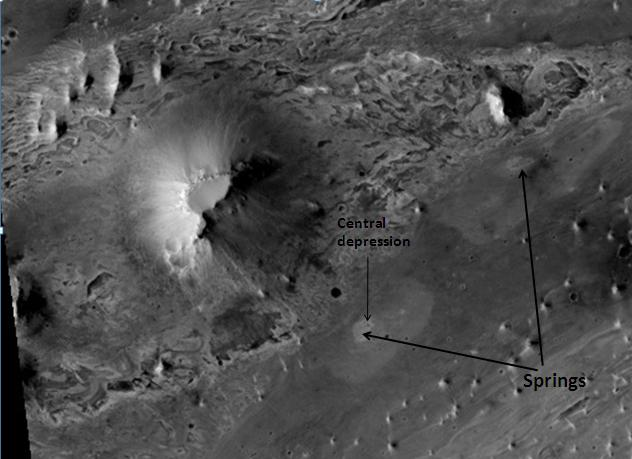
Fonts al Cràter Vernal, vist per HIRISE. Aquestes fonts poden ser bons llocs per cercar proves de vida passada, perquè les aigües termals poden conservar proves de formes de vida durant molt de temps. La ubicació és quadrangle Oxia Palus.

L'instrument HiRISE del Mars Reconnaissance Orbiter ha pres moltes imatges que suggereixen clarament que Mart ha tingut una rica història de processos relacionats amb l'aigua. Un descobriment important va ser trobar proves d'antigues fonts termals. Si han allotjat vida microbiana, poden contenir biosignatures. Una recerca publicada el gener de 2010 va descriure proves sòlides de precipitació sostinguda a la zona al voltant de Valles Marineris. Els tipus de minerals que hi ha estan associats amb l'aigua. A més, l'alta densitat de petits canals de ramificació indica una gran quantitat de precipitació.
S'ha trobat que les roques de Mart apareixen freqüentment com a capes, anomenats estrats, en molts llocs diferents es capes es formen de diverses maneres, com ara els volcans, el vent o l'aigua. Les roques de tons clars de Mart s'han associat amb minerals hidratats com els sulfats i l'argila.

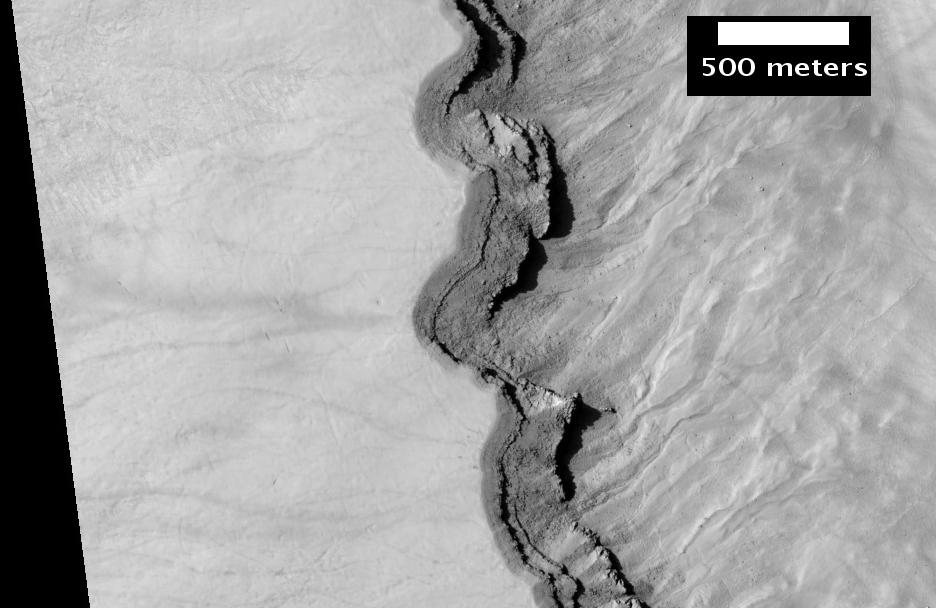
Capes al vessant oest del cràter Asimov. La ubicació és el quadrangle de Noachis.

L'orbitador va ajudar els científics a determinar que gran part de la superfície de Mart està coberta per un mantell gruixut i llis que es creu que és una barreja de gel i pols.
Es creu que el mantell de gel sota el subsòl poc profund és el resultat de canvis climàtics importants i freqüents. Els canvis en l'òrbita i la inclinació de Mart provoquen canvis significatius en la distribució del gel d'aigua des de les regions polars fins a latituds equivalents a Texas. Durant certs períodes climàtics el vapor d'aigua surt del gel polar i entra a l'atmosfera. L'aigua torna al sòl en latituds més baixes com a dipòsits de gebre o neu barrejats generosament amb pols. L'atmosfera de Mart conté una gran quantitat de partícules fines de pols. El vapor d'aigua es condensa sobre les partícules i després cauen al sòl a causa del pes addicional del recobriment d'aigua. Quan el gel de la part superior de la capa de mantell torna a l'atmosfera, deixa pols, que aïlla el gel restant.
L'any 2008, la investigació amb el radar superficial al Mars Reconnaissance Orbiter va proporcionar una evidència sòlida que els Enderrocs frontals lobulats a Hellas Planitia i a les latituds mitjanes del nord són glaceres cobertes. amb una fina capa de roques. El seu radar també va detectar un fort reflex des de la part superior i la base dels enderrocs frontals lobulats, el que significa que el gel d'aigua pura constituïa la major part de la formació. El descobriment de gel d'aigua als enderrocs frontals lobulats, demostra que l'aigua es troba a latituds encara més baixes.
La recerca publicada el setembre de 2009 va demostrar que alguns nous cràters a Mart mostren gel d'aigua pura exposat. Al cap d'un temps, el gel desapareix, evaporant-se a l'atmosfera. El gel només té uns pocs metres de profunditat. El gel es va confirmar amb l'Espectròmetre d'Imatges Compactes (CRISM) a bord del Mars Reconnaissance Orbiter.
Els informes de col·laboració addicionals publicats el 2019 van avaluar la quantitat de gel d'aigua situada al pol nord. Un informe utilitzava dades de les sondes SHARAD (sonda SHAllow RAdar) de l'MRO. SHARAD té la capacitat d'escanejar fins a uns 2 quilometres () sota la superfície a intervals de 15 metres (49 ft). L'anàlisi d'execucions SHARAD anteriors va mostrar evidències d'estrats de gel d'aigua i sorra per sota del Planum Boreum, amb fins a un 60% a un 88% del volum de gel d'aigua. Això dona suport a la teoria del clima global a llarg termini de Mart que consisteix en cicles d'escalfament i refredament global; durant els períodes de refredament, l'aigua s'acumulava als pols per formar les capes de gel, i després, a mesura que es va produir l'escalfament global, el gel d'aigua no descongelat va quedar cobert per la pols i la brutícia de les freqüents tempestes de pols de Mart. El volum total de gel determinat per aquest estudi va indicar que hi havia aproximadament 22×105 quilometres cúbics (5.3×105 cu mi), o prou aigua, si es fon, per cobrir completament la superfície de Mart amb un 15 metres () capa d'aigua. El treball va ser corroborat per un estudi separat que va utilitzar dades de gravetat registrades per estimar la densitat del Planum Boreum, la qual cosa indica que, de mitjana, contenia fins a un 55% en volum de gel d'aigua.
Moltes característiques que semblen els pingos de la Terra es van trobar a Utopia Planitia (~35-50° N; ~80-115° E) examinant fotos de HiRISE. Els pingos contenen un nucli de gel.

### RoverCuriosity

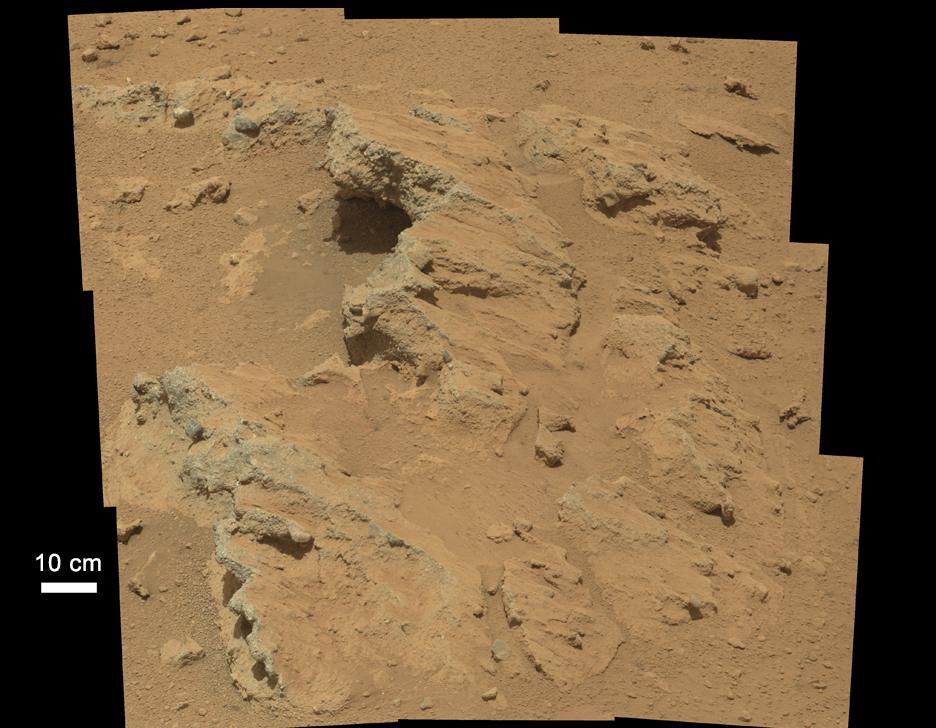
L'aflorament de roca "Hottah": un antic llit de riu descobert per l'equip del rover Curiosity (14 de setembre de 2012) (primer pla) (Versió 3-D).

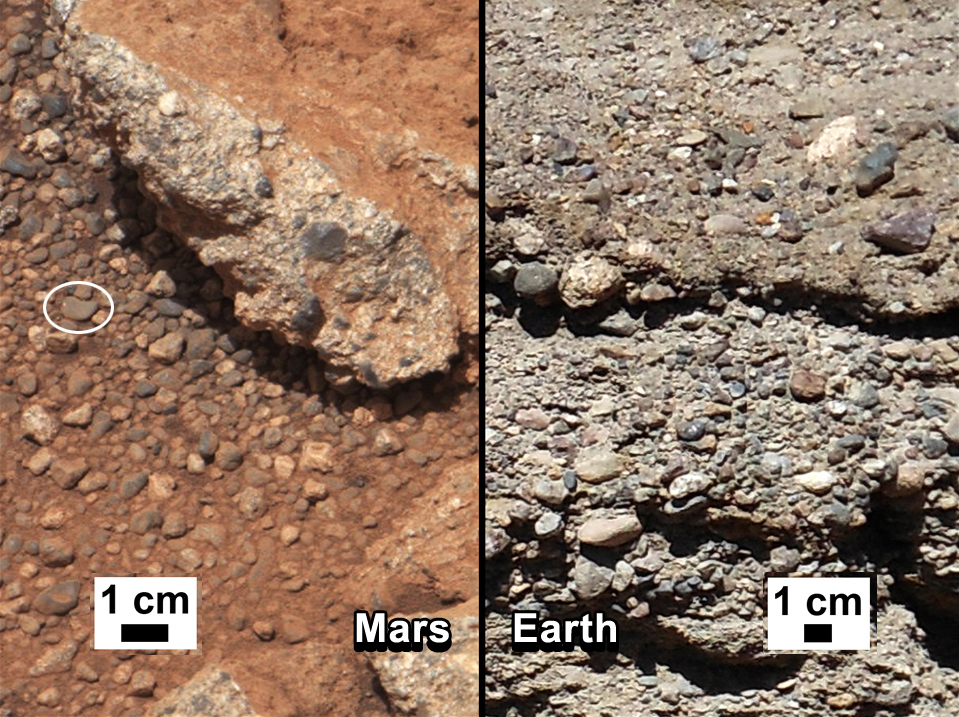
Aflorament de roques a Mart, en comparació amb un conglomerat fluvial terrestre, que suggereix que l'aigua flueix "enèrgicament" en un rierol.

Molt aviat en la seva missió en curs, el rover Curiosity de la NASA va descobrir sediments fluvials inequívocs a Mart. Les propietats dels còdols d'aquests afloraments van suggerir un antic flux vigorós en un llit d'un rierol, amb un flux entre el turmell i la cintura. Aquestes roques es van trobar al peu d'un sistema de ventall al·luvial descendent de la paret del cràter, que prèviament s'havia identificat des de l'òrbita.
L'octubre de 2012, Curiosity va realitzar la primera anàlisi de difracció de raigs X d'un sòl marcià. Els resultats van revelar la presència de diversos minerals, inclosos feldespat, piroxens i olivina, i van suggerir que el sòl marcià de la mostra era similar als sòls basàltics meteoritzats dels Volcans hawaians. La mostra utilitzada està composta per pols distribuïda per tempestes de pols globals i sorra fina local. Fins ara, els materials que Curiosity ha analitzat són coherents amb les idees inicials dels dipòsits al Cràter Gale que registren una transició en el temps d'un ambient humit a un ambient sec.
El desembre de 2012, la NASA va informar que el Curiosity va realitzar la seva primera anàlisi de sòls exhaustiva, revelant la presència de molècules d'aigua, sofre i clor al sòl marcià. I el març de 2013, la NASA va informar de proves d'hidratació mineral, probablement sulfat de calci hidratat, en diverses mostres de roca inclosos els fragments trencats de  Roca "Tintina" i Roca "Sutton Inlier" així com a filons i nòduls a altres roques com Roca "Knorr" i Roca "Wernicke". L'anàlisi utilitzant l'instrument DAN del rover va proporcionar proves d'aigua subterrània, que arribava a un 4% de contingut d'aigua, fins a una profunditat de 60 cm (2.0 ft), en el recorregut del rover des del ' Lloc de 'Bradbury Landing a l'àrea de Yellowknife Bay al terreny de Glenelg.
El 26 de setembre de 2013, els científics de la NASA van informar que el rover Mars Curiosity va detectar abundant aigua lligada químicament (entre un 1,5 i un 3% en pes) a mostres de sòl al Regió del niu de roques d'Aeolis Palus al Cràter Gale. A més, la NASA va informar que el rover va trobar dos tipus de sòls principals: un tipus màfic de gra fi i un tipus fèlsic derivat localment i de gra gruixut. El tipus màfic, similar a altres sòls marcians i pols marciana, estava associat amb la hidratació de les fases amorfes del sòl. A més, es van trobar perclorats, la presència dels quals pot dificultar la detecció de molècules orgàniques relacionades amb la vida, al lloc d'aterratge del rover Curiosity (i abans al lloc més polar). de la Phoenix lander) que suggereix una "distribució global d'aquestes sals". La NASA també va informar que Jake M rock, una roca trobada per la Curiosity de camí a Glenelg, era una mugearita i molt semblant a les roques mugearites terrestres.
El 9 de desembre de 2013, la NASA va informar que Mart va tenir una vegada un gran llac d'aigua dolça dins del Cràter Gale, que podria haver estat un entorn acollidor per a la vida microbiana.
El 16 de desembre de 2014, la NASA va informar que va detectar un augment inusual, i després una disminució, de les quantitats de metà a l'atmosfera del planeta Mart; a més, es van detectar compostos orgànics en pols perforada a partir d'una roca pel rover Curiosity. També, basant-se en estudis de relació deuteri a hidrogen, es va trobar que gran part de l'aigua del cràter Gale a Mart s'havia perdut durant l'antiguitat, abans que es formés el llit del llac al cràter; després es van continuar perdent grans quantitats d'aigua.
El 13 d'abril de 2015, Nature va publicar una anàlisi de les dades d'humitat i temperatura del sòl recollides pel Curiosity, mostrant proves que es formen pel·lícules d'aigua salada líquida a la part superior 5 cm del subsòl de Mart a la nit. L'activitat i la temperatura de l'aigua es mantenen per sota dels requisits per a la reproducció i el metabolisme dels microorganismes terrestres coneguts.
El 8 d'octubre de 2015, la NASA va confirmar que hi havia llacs i rierols al cràter Gale fa 3.300-3.800 milions d'anys, lliurant sediments per acumular les capes inferiors del Mount Sharp.
El 4 de novembre de 2018, els geòlegs van presentar proves, basades en estudis a Cràter Gale del Curiosity, que hi havia molta aigua al Mart primerenc.

### Mars Express
El Mars Express Orbiter llançat per l'Agència Espacial Europea, ha estat cartografiant la superfície de Mart i utilitzant equips de radar per buscar proves d'aigua subterrània. Entre el 2012 i el 2015, l'Orbiter va explorar l'àrea sota els casquets glacials del Planum Australe. Els científics van determinar el 2018 que les lectures indicaven un llac subsuperficial amb aigua d'uns 20 quilòmetres (12 milles) d'ample. La part superior del llac es troba a 1,5 quilòmetres (0,93 milles) sota la superfície del planeta; es desconeix fins a quin punt s'estén l'aigua líquida.

## Aigua a l'atmosfera
També subsisteix aigua marciana en l'atmosfera del planeta, encara que en proporció tan ínfima (0,01 per cent) que, en cas de condensar-se totalment sobre la superfície de Mart, formar-la en ella una pel·lícula líquida la grossària de la qual seria aproximadament de la centèsima part d'un mil·límetre. A pesar de la seva escassetat, eixe vapor d'aigua participa d'un cicle anual. A Mart, la pressió atmosfèrica és tan baixa (de 0,0007 a 0,0009 atmosferes, cent vegades inferior a la de la Terra) que el vapor d'aigua se sublima en el sòl, en forma de gel, a la temperatura de –80 °C. Quan la temperatura s'eleva novament per damunt d'eixe límit, el gel se sublima en sentit invers: es converteix en vapor sense passar per l'estat líquid.

## Un passat amb rius i aigua abundant
Segons una hipòtesi, en temps passats, Mart va tenir abundants cursos d'aigua, fet possible perquè comptava també amb una atmosfera molt més densa que proporcionava també temperatures més elevades. Al dissipar-se la major part d'eixa atmosfera a l'espai, va disminuir la pressió i va baixar la temperatura, cosa que va fer desaparèixer l'aigua de la superfície de Mart. Ara bé, l'aigua encara subsisteix a l'atmosfera, en estat de vapor, encara que en escasses proporcions, així com en els casquets polars, constituïts per grans masses de gels perpetus (majoritàriament CO₂ congelat), i segons pareix, en el subsòl.
Hi ha clara evidència d'erosió en diversos llocs de Mart tant per causa del vent com de l'aigua. La superfície del planeta conserva verdaderes xarxes hidrogràfiques, avui seques, amb les seues valls sinuoses entallades per les aigües dels rius, els seus afluents, els seus braços, separats per bancs d'al·luvions que han subsistit fins als nostres dies. Suggereixen un passat, amb unes condicions ambientals en què l'aigua va modelar el terreny per mitjà d'inundacions catastròfiques. Alguns suggereixen l'existència en un passat remot de llacs i d'un vast oceà en la regió boreal del planeta. Tot pareix indicar que això va passar fa uns 4.000 milions d'anys i només per un breu període.
Al voltant d'alguns cràters marcians s'hi observen unes formacions en forma de lòbuls la formació de les quals només pot ser explicada admetent que el sòl de Mart està congelat: la calor produïda per l'impacte del meteorit degué haver provocar la vaporització del gel i al vapor en expansió es deuria certa sustentació de la matèria projectada en l'impacte i la formació del referit relleu de lòbuls o guimaldes. També es disposa de fotografies d'un altre tipus d'accident del relleu perfectament explicat per l'existència d'un gelisol. Es tracta d'un afonament del sòl de la depressió del qual parteix un llit sec amb l'empremta dels seus braços separats per bancs d'al·luvions. Pareix que en la zona de la depressió, la calor, probablement a causa d'un fenomen volcànic, ha provocat la fusió del gel; el terreny s'ha afonat pel seu propi pes, expulsant l'aigua fins a la superfície; com l'evaporació del líquid, encara que ineluctable, no és instantània l'aigua ha pogut discórrer pel sòl abans de la seva total evaporació; el fenomen ha durat prou temps perquè el curs de l'aigua així creat per la fusió del permagel haja excavat un llit.
Al juny del 2000 la nau Mars Global Surveyor va detectar en parets de cràters o en valls profundes on no dona mai el sol, accidents que pareixen barrancs formats per torrents d'aigua i els dipòsits de terra i roques transportats per ells. Només apareixen en latituds altes de l'hemisferi sud. Crèien estar veient un subministrament superficial d'aigua semblant a un aqüífer. Aquest aqüífer estaria situat entre 100 i 400 metres de profunditat. Al sorgir l'aigua cap a la superfície es congela i forma una presa de gel que acaba per trencar-se i llavors es produïx el torrent que dura molt poc fins que l'aigua s'evapora, ja que no pot existir en les condicions ambientals del planeta.

### Mapa interactiu de Mart
El següent mapa d'imatge del planeta Mart conté enllaços interns a característiques geogràfiques destacant les ubicacions de Rovers i mòduls de descens. Feu clic en les característiques i us enllaçarà a les pàgines dels articles corresponents. El nord està a la part superior; les elevacions: vermell (més alt), groc (zero), blau (més baix).